# Eleição municipal de Curitiba em 2024
A eleição municipal de Curitiba em 2024 foi realizada com base no calendário do processo eleitoral em todas as cidades do Brasil. Foram escolhidos um prefeito e um vice-prefeito que exercerão um mandato de quatro anos, de 1.º de janeiro de 2025 a 1.º de janeiro de 2029, e 38 vereadores. O primeiro turno ocorreu em 6 de outubro e o segundo turno ocorreu em 27 de outubro.
Dos vereadores eleitos, sete são influenciadores digitais no Instagram ou YouTube de direita ou extrema-direita.

## Contexto

### Eleição anterior
A última eleição municipal de Curitiba, realizada em 2020, resultou na vitória do incumbente Rafael Greca, do Democratas (DEM), logo no primeiro turno. Greca obteve cerca de 499.821 votos ou cerca de 59,74% dos votos válidos. O segundo lugar, o deputado estadual Goura Nataraj, do Partido Democrático Trabalhista (PDT) só obteve 110.977 ou cerca de 13,26% dos votos válidos e os demais candidatos não atingiram dois dígitos nas porcentagens de votos.
A vitória de Greca em primeiro turno atestou a enorme popularidade que o mesmo tinha e tem até o momento. Em dezembro de 2023, o prefeito tinha a gestão aprovada por cerca de 73% dos habitantes curitibanos. Por estar em seu segundo mandato consecutivo, Greca não pode concorrer à reeleição, devido à limitações impostas pela Constituição Federal. Desde o ano de 2023, haviam especulações de que o vice-prefeito de Curitiba, Eduardo Pimentel (PSD), poderia ser o candidato à sucessão de Greca.

### Eleitorado
Em junho de 2024, Curitiba contava com cerca de 1.424.026 pessoas aptas a votar, um aumento de 5% no eleitorado em relação à última eleição e cerca de 80% da população em relação à população total da cidade (1.773.718), segundo o Censo demográfico do Brasil de 2022. A cidade é dividida em dez zonas eleitorais (1ª, 2ª, 3ª, 4ª, 145ª, 174ª, 175ª, 176ª, 177ª e 178ª). Os eleitores tiveram até o dia 8 de maio para fazer a 1ª via ou a regularização do título junto ao cadastro biométrico.

## Calendário eleitoral
| Início        | Fim           | Atividades | Status    |
| ------------- | ------------- | --- | --------- |
| 7 de março    | 5 de abril    | Janela partidária para vereadores trocarem de partido visando concorrer às eleições sem perder o mandato. | Realizado |
| 6 de abril    | 6 de abril    | Data-limite para todas as legendas e federações partidárias obterem o registro dos estatutos no TSE e para todos os candidatos terem domicílio eleitoral na circunscrição em que desejam disputar as eleições com a filiação deferida pelo partido. | Realizado |
| 15 de maio    | 15 de maio    | Início da campanha de arrecadação prévia de recursos na modalidade de financiamento coletivo para pré-candidatos, sem realização de pedidos de voto e obedecendo a regras relativas à propaganda eleitoral na Internet.                             | Realizado |
| 20 de julho   | 5 de agosto   | Realização de convenções partidárias para deliberar sobre coligações e escolher candidatos às prefeituras e aos cargos de vereador. Os partidos têm até 15 de agosto para registrar os nomes na Justiça Eleitoral.                                  | Realizado |
| 16 de agosto  | 16 de agosto  | Início das campanhas eleitorais de forma igualitária, podendo qualquer publicidade ou manifestação com pedido explícito de voto antes da data ser considerada irregular e multada.                                                                  | Realizado |
| 30 de agosto  | 3 de outubro  | Veiculação da propaganda eleitoral gratuita no rádio e na televisão. | Realizado |
| 6 de outubro  | 6 de outubro  | Realização do primeiro turno das eleições municipais. | Realizado |
| 11 de outubro | 25 de outubro | Veiculação da propaganda eleitoral gratuita no rádio e na televisão para o segundo turno. | Realizado |
| 27 de outubro | 27 de outubro | Realização de um eventual segundo turno nas cidades com mais de 200 mil eleitores em que o candidato a prefeito mais votado não tenha atingido a metade mais um dos votos válidos.                                                                  | Realizado |

## Candidaturas
| Nº | Prefeito(a)  | Prefeito(a)        | Prefeito(a)         | Prefeito(a)                                                           | Vice-Prefeito(a) | Vice-Prefeito(a) | Vice-Prefeito(a)             | Vice-Prefeito(a)    | Vice-Prefeito(a)                                                                                       | Coligação Partido(s)                                                           | Tempo de horário eleitoral       | Ref.                                                    |
| Nº | Candidato(a) | Candidato(a)       | Partido Federação   | Cargos relevantes                                                     | Candidato(a)     | Candidato(a)     | Candidato(a)                 | Partido Federação   | Cargos relevantes                                                                                      | Coligação Partido(s)                                                           | Tempo de horário eleitoral       | Ref.                                                    |
| -- | ------------ | ------------------ | ------------------- | --------------------------------------------------------------------- | ---------------- | ---------------- | ---------------------------- | ------------------- | --- | ------------------------------------------------------------------------------ | -------------------------------- | ------------------------------------------------------- |
| 11 |              | Maria Victoria     | PP                  | - Deputada estadual do Paraná (2015–atualidade)                       |                  |                  | Walter Petruzziello          | PP                  | - Advogado                                                                                             | Curitiba Melhor para Todos PP e PRD                                            | 1 minuto e 7 segundos            | [ 12 ] [ 13 ] [ 14 ] [ 15 ] [ 16 ] [ 17 ] [ 18 ] [ 19 ] |
| 16 |              | Samuel de Mattos   | PSTU                | - Carteiro                                                            |                  |                  | Leonardo Martinez            | PSTU                | - Motorista de aplicativo                                                                              | Sem coligação                                                                  | Sem direito ao horário eleitoral | [ 20 ] [ 21 ]                                           |
| 29 |              | Felipe Bombardelli | PCO                 | - Engenheiro de desenvolvimento na Siemens AG                         |                  |                  | Paulo Costycha               | PCO                 | - Carteiro                                                                                             | Sem coligação                                                                  | Sem direito ao horário eleitoral | [ 22 ] [ 23 ] [ 24 ]                                    |
| 33 |              | Roberto Requião    | MOBILIZA            | - Senador pelo Paraná (2011–2019)                                     |                  |                  | Marcelo Henrique Paula Pinto | MOBILIZA            | - Assessor parlamentar na Câmara dos Deputados (2018–2022) - Administrador                             | Sem coligação                                                                  | Sem direito ao horário eleitoral | [ 26 ] [ 27 ] [ 28 ]                                    |
| 35 |              | Cristina Graeml    | PMB                 | - Jornalista na Gazeta do Povo (2020–2024)                            |                  |                  | Jairo Ferreira Filho         | PMB                 | - Advogado                                                                                             | Sem coligação                                                                  | Sem direito ao horário eleitoral | [ 30 ] [ 29 ] [ 31 ] [ 32 ] [ 33 ]                      |
| 40 |              | Luciano Ducci      | PSB                 | - Deputado federal pelo Paraná (2015–atualidade)                      |                  |                  | Goura Nataraj                | PDT                 | - Deputado estadual do Paraná (2019–atualidade)                                                        | Curitiba + Social e Humana PSB, PDT e FE Brasil (PT, PCdoB e PV)               | 2 minutos e 12 segundos          | [ 34 ] [ 35 ] [ 36 ] [ 37 ] [ 38 ]                      |
| 44 |              | Ney Leprevost      | UNIÃO               | - Deputado estadual do Paraná (2023–atualidade)                       |                  |                  | Rosangela Moro               | UNIÃO               | - Deputada federal por São Paulo (2023–atualidade)                                                     | Curitiba Pode Mais UNIÃO, DC e AGIR                                            | 1 minuto e 14 segundos           | [ 39 ] [ a ]                                            |
| 50 |              | Andrea Caldas      | PSOL Fed. PSOL REDE | - Professora universitária pela Universidade Federal do Paraná (UFPR) |                  |                  | Letícia Faria                | PSOL Fed. PSOL REDE | - Enfermeira                                                                                           | Fed. PSOL REDE                                                                 | 25 segundos                      | [ 42 ] [ 43 ]                                           |
| 55 |              | Eduardo Pimentel   | PSD                 | - Vice-prefeito de Curitiba (2017–2025)                               |                  |                  | Paulo Martins                | PL                  | - Deputado federal pelo Paraná (2019–2023)                                                             | Curitiba Amor e Inovação PSD, PL, PODE, Republicanos, MDB, NOVO, Avante e PRTB | 4 minutos e 42 segundos          | [ 44 ] [ 45 ] [ 46 ] [ 47 ] [ 48 ] [ 49 ] [ 50 ] [ 51 ] |
| 77 |              | Luizão Goulart     | Solidariedade       | - Deputado federal pelo Paraná (2019–2023)                            |                  |                  | Tiago Chico                  | Solidariedade       | - Diretor Tecnológico da Agência Curitiba de Desenvolvimento e Inovação (2017–2018) - Engenheiro civil | Sem coligação                                                                  | 17 segundos                      | [ 52 ] [ 53 ] [ 54 ]                                    |

## Pré-candidaturas
O candidato indicado para a sucessão de Greca é o atual vice-prefeito de Curitiba, Eduardo Pimentel, filiado ao Partido Social Democrático. Pimentel conta com o apoio de mais sete partidos: Partido Liberal, Republicanos, Podemos, Movimento Democrático Brasileiro (MDB), Partido Renovação Democrática (PRD), Partido Novo e Partido Renovador Trabalhista Brasileiro (PRTB). O Partido Liberal (PL) tinha dois pré-candidatos: o político e jornalista Paulo Eduardo Martins e o deputado estadual Ricardo Arruda. No entanto, no dia 25 de maio, o jornalista Esmael Morais afirmou, por meio de seu blog jornalístico, que o partido teria acertado a indicação de Martins para ser candidato a vice-prefeito na chapa de Eduardo Pimentel.
O jornalista, administrador e político Ney Leprevost é pré-candidato pelo União Brasil do Paraná. Ele já disputou a eleição municipal de 2016 contra Rafael Greca, e foi derrotado no segundo turno em uma disputa apertada. Na época, Leprevost era filiado ao PSD. Leprevost conta com o apoio do Democracia Cristã (DC). O Partido da Social Democracia Brasileira (PSDB) apostava na pré-candidatura do ex-governador do Paraná, Beto Richa, representando a Federação PSDB Cidadania; todavia, no início de junho, foi anunciada a pré-candidatura de David Antunes também pelo Cidadania; ambos desistiram da disputa antes do fim das convenções. O ex-prefeito de Pinhais, Luizão Goulart, também é pré-candidato pelo Solidariedade. Pelo Progressistas, o nome da deputada estadual Maria Victoria foi lançado novamente. Ela já havia disputado a prefeitura no ano de 2016.
No campo da esquerda, foi decidido o apoio à candidatura do ex-prefeito Luciano Ducci (PSB). Houve negociações para a construção de uma frente ampla progressista de partidos que apoiariam Ducci e que envolve a Federação Brasil da Esperança (PT, PCdoB e PV) e outros partidos de esquerda, como o PDT. O Partido dos Trabalhadores confirmou seu apoio à pré-candidatura de Luciano Ducci no final de maio de 2024, e o Partido Democrático Trabalhista, no final de julho de 2024. Uma ala majoritária do Partido Socialismo e Liberdade (componente da Federação PSOL REDE) apontou o nome da professora Andrea Caldas como pré-candidata pelo partido, embora o advogado Bruno Meirinho, que já foi candidato nas eleições de 2008 e 2012, tenha também lançado o seu nome inicialmente como pré-candidato.
Em 5 de abril de 2024, o ex-governador Roberto Requião se filiou ao Mobilização Nacional (MOBILIZA) e anunciou sua pré-candidatura à prefeitura. O Partido Socialista dos Trabalhadores Unificado anunciou a pré-candidatura do carteiro e matemático Samuel de Mattos. Ele foi candidato à vice-prefeito nas eleições de 2020.

### Desistências
- Deltan Dallagnol (NOVO) – Deputado federal pelo Paraná (2023); o ex-procurador da Lava Jato anunciou a desistência de sua pré-candidatura em 3 de maio de 2024. Ele afirma que irá se dedicar às campanhas e à formação de políticos do próprio partido por todo o Brasil.[72] Ele anunciou o próprio apoio e o do partido à candidatura de Eduardo Pimentel em 21 de maio de 2024.[48]
- Carol Dartora (PT) – Vereadora de Curitiba (2021–2023) e Deputada federal pelo Paraná (2023–atualidade).[60][73]
- Felipe Mongruel (PT) – Advogado.[73][74]
- Beto Richa (PSDB) – Deputado federal pelo Paraná (2023–atualidade); Governador do Paraná (2011–2018) e Prefeito de Curitiba (2005–2010).[75]

### Candidaturas retiradas
- Bruno Meirinho (PSOL) – Advogado[76]
- Zeca Dirceu (PT) – Prefeito de Cruzeiro do Oeste (2005–2010) e Deputado federal pelo Paraná (2011–atualidade).[77]
- Paulo Eduardo Martins (PL) – Deputado federal pelo Paraná (2019–2023)[47][44]
- Ricardo Arruda (PL) – Deputado estadual do Paraná (2015–atualidade) e Deputado federal pelo Paraná (2013).[47]
- David Antunes (Cidadania) – Coordenador da Casa LGBT CWB[78]
- Goura Nataraj (PDT) – Deputado estadual do Paraná (2019–atualidade) e Vereador de Curitiba (2017–2019).[37]

O Partido Socialismo e Liberdade (PSOL), em reunião do diretório municipal, decidiu no dia 13 de abril de 2024 confirmar a pré-candidatura de Andrea Caldas, retirando então a possibilidade de Bruno Meirinho ser o nome do partido no pleito.
O Partido dos Trabalhadores, por meio de sua Executiva Nacional, anunciou o seu apoio à pré-candidatura do ex-prefeito Luciano Ducci em 27 de maio de 2024. Em decorrência desta decisão, nenhum dos pré-candidatos do partido à época conseguiu viabilizar uma candidatura própria. O Diretório Nacional do PT também sinalizou apoio a outras candidaturas de partidos aliados ao governo no Congresso, como o próprio PSB. Carol Dartora e Felipe Mongruel decidiram não recorrer da decisão da Executiva Nacional, encerrando de vez suas pretensões de candidatura própria; apenas Zeca Dirceu optou por recorrer ao Diretório Nacional, que, ao final, confirmou o apoio a Ducci. Juntamente com o PT, os demais partidos que compõem a Federação Brasil da Esperança (FE Brasil), como o PCdoB e o PV, também apoiaram a candidatura de Ducci. Goura Nataraj foi confirmado como vice na chapa de Luciano Ducci em 24 de julho de 2024, após decisão da Executiva Nacional do PDT.
O Partido Liberal, segundo o jornalista Esmael Morais (Blog do Esmael), decidiu apoiar a pré-candidatura de Eduardo Pimentel, e indicou Paulo Eduardo Martins para ser companheiro de chapa do atual vice-prefeito (e incumbente). Com isso, o deputado estadual Ricardo Arruda - outro pré-candidato do partido até então - não estará mais no certame. Em uma análise feita por Morais, a indicação de Martins também representaria um revés político para o atual prefeito, Rafael Greca (PSD). O mandatário pretendia, junto a seu advogado e ex-candidato a governador Giovani Gionédis, indicar o atual secretário de Governo, Luís Fernando Jamur, ou a secretária de Meio Ambiente, Marilza Dias, para ocupar a referida vaga. Ambos os nomes, no entanto, foram rejeitados pelas alas que apoiam o ex-presidente da República Jair Bolsonaro (PL) e o governador paranaense Ratinho Júnior (PSD). Após Rafael Greca ter criticado publicamente Jair Bolsonaro em 21 de julho de 2024, o ex-presidente tirou uma foto com Cristina Graeml na beira das convenções partidárias – e afirmou que seu partido poderia seguir outros caminhos, como um possível apoio à candidatura da mesma. Todavia, depois da recusa do União Brasil em retirar a candidatura de Leprevost e de lançar um vice na chapa de Pimentel, a indicação de Paulo Martins foi sacramentada no dia 25 de julho.
David Antunes retirou sua pré-candidatura à prefeito pelo Cidadania em 25 de julho em nome da construção de uma chapa forte para a Câmara Municipal de Curitiba nas eleições de outubro. No mesmo encontro, o partido declarou apoio à candidatura de Eduardo Pimentel. Em 5 de agosto de 2024, Beto Richa desistiu de sua candidatura. Os motivos que o levaram a tomar essa decisão foram: a falta de tempo na televisão para apresentar suas propostas e a discordância de quadros do próprio Cidadania com um possível apoio à sua candidatura, partido este federado ao PSDB nacionalmente. Richa defende a neutralidade do PSDB na disputa.

### Candidatura sub judice
O Partido da Mulher Brasileira (PMB) anunciou o nome da jornalista Cristina Graeml como pré-candidata à Prefeitura de Curitiba em 26 de janeiro de 2024. Ela deixou a Gazeta do Povo, veículo jornalístico onde atuou como colunista entre janeiro de 2020 e abril de 2024 para disputar o pleito. No entanto, houve uma incerteza quanto à realização da convenção partidária que oficializaria sua candidatura em agosto, devido a uma disputa jurídica que envolve a presidente nacional do PMB, Suêd Haidar, e as executivas locais do partido no Paraná. No dia 3 de agosto, Haidar determinou a dissolvição das executivas locais do PMB, e removeu do cargo o presidente municipal do PMB Curitiba, Geonísio Marinho, para assim evitar a realização da convenção que oficializaria a candidatura de Graeml. No entanto, isso não impediu que a convenção fosse confirmada pelo presidente estadual da Comissão Executiva do PMB Paraná, Fabiano dos Santos, e realizada normalmente na noite do dia 5. Cristina Graeml teve a sua candidatura oficializada; a chapa de candidatos à Câmara Municipal de Curitiba pelo PMB também foi oficializada no mesmo evento.
A disputa jurídica permaneceu, e no último dia da convenção, as executivas locais do PMB no Paraná e em Curitiba ingressaram com um mandado de segurança no Tribunal Regional Eleitoral do Paraná para contestar os efeitos legais da intervenção da Executiva Nacional. Em 7 de agosto, a desembargadora eleitoral Cláudia Cristina Cristofani, determinou que o TRE-PR não tinha competência para julgar o caso. Ela argumentou que, por se tratar de uma decisão da Executiva Nacional do PMB, o Tribunal Superior Eleitoral (TSE) seria o foro adequado para decidir sobre esta questão jurídica, e que somente ele poderia decidir pela manutenção da candidatura de Cristina Graeml. Em 23 de agosto de 2024, o TSE, por meio de uma liminar do ministro Floriano de Azevedo Marques Neto, reverteu a dissolução da Executiva do PMB em Curitiba, isto depois da convenção ter sido realizada. E no início de setembro do mesmo ano, a candidatura de Cristina Graeml foi deferida pela Justiça Eleitoral.

## Apoios no segundo turno
| Pimentel  | Pimentel                                                                                              |
| --------- | --- |
| Partidos  | Progressistas                                                                                         |
| Partidos  | Solidariedade                                                                                         |
| Políticos | Maria Victoria, deputada estadual e sétima colocada na disputa no 1° turno.                           |
| Políticos | Luizão Goulart, ex-prefeito de Pinhais, ex-deputado federal e quinto colocado na disputa no 1º turno. |

| Neutralidade | Neutralidade                                                                            |
| ------------ | --------------------------------------------------------------------------------------- |
| Partidos     | Partido Socialista Brasileiro                                                           |
| Partidos     | Partido dos Trabalhadores                                                               |
| Partidos     | Partido Socialismo e Liberdade                                                          |
| Partidos     | Partido Socialista dos Trabalhadores Unificado                                          |
| Partidos     | União Brasil                                                                            |
| Partidos     | Partido da Mulher Brasileira                                                            |
| Políticos    | Luciano Ducci, deputado federal e terceiro colocado no 1° turno.                        |
| Políticos    | Goura Nataraj, deputado estadual e candidato à vice-prefeito na chapa de Luciano Ducci. |
| Políticos    | Andrea Caldas, professora universitária na UFPR e oitava colocada no 1º turno.          |
| Políticos    | Samuel de Mattos, matemático, carteiro e nono colocado no 1° turno.                     |
| Políticos    | Ney Leprevost, deputado estadual e quarto colocado no 1º turno.                         |

| Graeml    | Graeml                                                                                              |
| --------- | --------------------------------------------------------------------------------------------------- |
| Políticos | Pablo Marçal, empresário e terceiro colocado no 1º turno da eleição municipal de São Paulo em 2024. |
| Políticos | Sílvia Waiãpi, deputada federal pelo Amapá.                                                         |

## Debates

### Primeiro turno
|                 | Cristina Graeml | Logo do X, uma letra X estilizada |
| @cristinagraeml |                 |                                   |

            Fui DESCONVIDADA para o debate ao chegar na porta da emissora. Desrespeito absoluto com a democracia. Explico nessa live rápida. 22:30 estarei ao vivo, comentando o debate e dando as respostas que não me permitiram dar. #BandCuritibaANTIDEMOCRATICA

8 de agosto de 2024

De acordo com as regras eleitorais, as emissoras só poderão convocar para o debate os candidatos que obtiverem a concordância de pelo menos dois terços de candidatas e candidatos, no caso de eleição majoritária (cargo de prefeito), e de pelo menos dois terços dos partidos ou das federações com candidatas e candidatos, no caso de eleição proporcional (cargo de vereador). Caso não seja possível um acordo, as emissoras de rádio e televisão podem apresentar debates em conjunto para o cargo de prefeito, estando presentes todas as candidatas e todos os candidatos, ou em grupos, com a presença de, no mínimo, três pessoas.
Devido à crise interna no Partido da Mulher Brasileira (PMB), que resultou na dissolução das executivas locais pela Direção Nacional e na suspensão da candidatura de Cristina Graeml, ela não foi convidada para o primeiro debate da Band. A emissora comunicou a decisão na noite do debate, 8 de agosto. Graeml criticou a Band Paraná por considerar a decisão de "desconvidá-la" do debate como antidemocrática, especialmente após ter chegado à emissora no horário marcado e ter sido obrigada a retornar para casa. Ela afirmou que se preparou para o debate e, enquanto o evento estava sendo transmitido na televisão, fez uma transmissão ao vivo nas redes sociais para responder às perguntas dirigidas aos outros candidatos.
| Data           | Organizador(es)       | Mediação           | Eduardo Pimentel (PSD) | Luciano Ducci (PSB) | Ney Leprevost (UNIÃO) | Requião (MOBILIZA) | Maria Victoria (PP) | Luizão Goulart (Solidariedade) | Andrea Caldas (PSOL) | Samuel de Mattos (PSTU) | Cristina Graeml (PMB) | Felipe Bombardelli (PCO) | Ref.                    |
| -------------- | --------------------- | ------------------ | ---------------------- | ------------------- | --------------------- | ------------------ | ------------------- | ------------------------------ | -------------------- | ----------------------- | --------------------- | ------------------------ | ----------------------- |
| 8 de agosto    | Band Paraná           | Alessandra Consoli | Presente               | Presente            | Presente              | Presente           | Presente            | Presente                       | Presente             | Presente                | Não convidada         | Não convidado            | [ 105 ] [ 106 ] [ 103 ] |
| 12 de setembro | Jornal Plural         | Rogerio Galindo    | Ausente                | Ausente             | Presente              | Presente           | Ausente             | Presente                       | Presente             | Presente                | Presente              | Ausente                  | [ 108 ]                 |
| 24 de setembro | PUC-PR/DCE            | Sem informações    | Ausente                | Ausente             | Ausente               | Presente           | Presente            | Presente                       | Presente             | Presente                | Presente              | Presente                 | [ 109 ]                 |
| 28 de setembro | RIC TV/Jovem Pan News | Manuella Niclewicz | Presente               | Presente            | Presente              | Presente           | Presente            | Presente                       | Presente             | Presente                | Presente              | Não convidado            | [ 111 ]                 |
| 3 de outubro   | RPC Curitiba          | Wilson Soler       | Presente               | Presente            | Presente              | Presente           | Presente            | Presente                       | Presente             | Não convidado           | Presente              | Não convidado            | [ 113 ] [ 114 ]         |

#### Debate entre candidatos(as) à vice-prefeito(a)
O jornal Plural foi o único que realizou um debate entre os candidatos à vice-prefeito. Somente cinco dos nove candidatos convidados aceitaram o convite. Tanto Rosangela Moro, quanto Walter Petruzziello e Paulo Martins alegaram conflitos de agenda para justificar o não-comparecimento. Leonardo Martinez, do PSTU, alegou ter compromissos de trabalho.
| Data                   | Organizador(es) | Mediação        | Goura Nataraj (PDT) | Marcelo Henrique (MOBILIZA) | Tiago Chico (Solidariedade) | Jairo Ferreira Filho (PMB) | Letícia Faria (PSOL) | Paulo Martins (PL) | Rosangela Moro (UNIÃO) | Walter Petruzziello (PP) | Leonardo Martinez (PSTU) | Paulo Costycha (PCO) | Ref.    |
| ---------------------- | --------------- | --------------- | ------------------- | --------------------------- | --------------------------- | -------------------------- | -------------------- | ------------------ | ---------------------- | ------------------------ | ------------------------ | -------------------- | ------- |
| 16 de setembro de 2024 | Jornal Plural   | Rogerio Galindo | Presente            | Presente                    | Presente                    | Presente                   | Presente             | Ausente            | Ausente                | Ausente                  | Ausente                  | Não convidado        | [ 115 ] |

### Segundo turno
| Data          | Organizador(es)       | Mediação           | Eduardo Pimentel (PSD) | Cristina Graeml (PMB) | Ref.    |
| ------------- | --------------------- | ------------------ | ---------------------- | --------------------- | ------- |
| 14 de outubro | Band Paraná           | Alessandra Consoli | Presente               | Presente              | [ 118 ] |
| 19 de outubro | RIC TV/Jovem Pan News | Marc Sousa         | Presente               | Presente              | [ 119 ] |
| 25 de outubro | RPC Curitiba          | Wilson Soler       | Presente               | Presente              | [ 121 ] |

## Candidatos à vereança
A regra eleitoral permite que um partido ou federação indique uma chapa que contenha, no máximo, 100% das vagas em disputa mais 1. No caso de Curitiba, o número máximo de candidaturas é de 39. A tabela a seguir apresenta o número de candidaturas em cada partido e federação, estando agrupados a partir de coligações na disputa do poder executivo. Lembre-se que a coligação em eleições proporcionais não existe mais no Brasil, sendo demonstrada a coligação majoritária apenas a título de visualização agrupada.
Neste pleito eleitoral, 25 partidos lançaram candidaturas à Câmara Municipal de Curitiba; incluindo os partidos que estão presentes nas três federações partidárias (Federação Brasil da Esperança, PSDB–Cidadania e PSOL–REDE). E dos 29 partidos registrados no Tribunal Superior Eleitoral e em atividade no Brasil (19 com representação na Câmara dos Deputados e 12 no Senado Federal), apenas quatro (Unidade Popular, o Partido Comunista Brasileiro, o Partido Socialista dos Trabalhadores Unificado e o Avante) não lançaram candidaturas ao legislativo. Foram consideradas aptas, no total, 735 candidaturas ao Legislativo Curitibano. No final de setembro de 2024, pelo DivulgaCand, 17 candidaturas foram consideradas inaptas num total de 752 registradas.
O Partido da Causa Operária (PCO) havia inicialmente anunciado uma candidatura exclusivamente masculina ao Legislativo, conforme as atas eleitorais divulgadas em 4 de agosto. No entanto, devido ao não cumprimento da cota de gênero mínima de 30%, que exige que pelo menos 30% das candidaturas ao Poder Legislativo sejam femininas, era provável que tal candidatura fosse rejeitada pelo Tribunal Superior Eleitoral. A cota de gênero é estabelecida pela Lei das Eleições para garantir uma representação feminina adequada nas Casas Legislativas, como Câmara dos Deputados, Assembleias Legislativas e Câmaras Municipais. Diante dessa situação, o partido optou por não registrar sua candidatura ao Legislativo. No sistema online DivulgaCand, ligado diretamente ao TSE, é possível observar que nenhuma candidatura da sigla foi registrada, indicando que o PCO decidiu focar apenas na candidatura ao Executivo.
| Coligação ao executivo                      | Partido ou federação | Partido ou federação | Candidatos     | Candidatos     | Candidatos     | Candidatos     |
| ------------------------------------------- | -------------------- | -------------------- | -------------- | -------------- | -------------- | -------------- |
| Curitiba Amor e Inovação (264 candidatos)   |                      | PSD                  | 39             | 39             | 39             | 39             |
| Curitiba Amor e Inovação (264 candidatos)   |                      | Republicanos         | 39             | 39             | 39             | 39             |
| Curitiba Amor e Inovação (264 candidatos)   |                      | MDB                  | 39             | 39             | 39             | 39             |
| Curitiba Amor e Inovação (264 candidatos)   |                      | Novo                 | 39             | 39             | 39             | 39             |
| Curitiba Amor e Inovação (264 candidatos)   |                      | PL                   | 39             | 39             | 39             | 39             |
| Curitiba Amor e Inovação (264 candidatos)   |                      | Podemos              | 35             | 35             | 35             | 35             |
| Curitiba Amor e Inovação (264 candidatos)   |                      | PRTB                 | 34             | 34             | 34             | 34             |
| Curitiba Amor e Inovação (264 candidatos)   |                      | Avante               | Sem candidatos | Sem candidatos | Sem candidatos | Sem candidatos |
| Curitiba + Social e Humana (109 candidatos) |                      | FE BRASIL            | 39             |                | PT             | 31             |
| Curitiba + Social e Humana (109 candidatos) |                      | FE BRASIL            | 39             | PCdoB          | 2              |                |
| Curitiba + Social e Humana (109 candidatos) |                      | FE BRASIL            | 39             | PV             | 6              |                |
| Curitiba + Social e Humana (109 candidatos) |                      | PSB                  | 37             | 37             | 37             | 37             |
| Curitiba + Social e Humana (109 candidatos) |                      | PDT                  | 33             | 33             | 33             | 33             |
| Curitiba Pode Mais (108 candidatos)         |                      | União                | 39             | 39             | 39             | 39             |
| Curitiba Pode Mais (108 candidatos)         |                      | DC                   | 39             | 39             | 39             | 39             |
| Curitiba Pode Mais (108 candidatos)         |                      | Agir                 | 30             | 30             | 30             | 30             |
| Curitiba Melhor para Todos (78 candidatos)  |                      | PP                   | 39             | 39             | 39             | 39             |
| Curitiba Melhor para Todos (78 candidatos)  |                      | PRD                  | 39             | 39             | 39             | 39             |
| Sem coligação (176 candidatos)              |                      | PSDB-Cidadania       | 39             |                | PSDB           | 20             |
| Sem coligação (176 candidatos)              |                      | PSDB-Cidadania       | 39             | Cidadania      | 19             |                |
| Sem coligação (176 candidatos)              |                      | PMB                  | 39             | 39             | 39             | 39             |
| Sem coligação (176 candidatos)              |                      | Solidariedade        | 39             | 39             | 39             | 39             |
| Sem coligação (176 candidatos)              |                      | PSOL-REDE            | 38             |                | PSOL           | 18             |
| Sem coligação (176 candidatos)              |                      | PSOL-REDE            | 38             | REDE           | 20             |                |
| Sem coligação (176 candidatos)              |                      | MOBILIZA             | 21             | 21             | 21             | 21             |
| Sem coligação (176 candidatos)              |                      | PCO                  | Sem candidatos | Sem candidatos | Sem candidatos | Sem candidatos |
| Sem coligação (176 candidatos)              | PSTU                 |                      | Sem candidatos | Sem candidatos | Sem candidatos | Sem candidatos |
| Total                                       | Total                | Total                | 735            | 735            | 735            | 735            |

## Pesquisas de opinião
As pesquisas buscam analisar como seria o resultado da eleição se ela ocorresse no dia em que os dados dos entrevistados foram coletados, não tendo como objetivo pela porcentagem de confiança, prever o resultado final da eleição.

### Agregador de pesquisas
O Índice CNN, desenvolvido pela CNN Brasil e Ipespe Analítica, não apresenta números de amostragem nem períodos específicos de coleta porque não realiza pesquisas próprias. Em vez disso, ele agrega e ajusta dados de várias pesquisas feitas por diferentes institutos, utilizando técnicas de estatística e machine learning. O índice fornece uma visão geral da intenção de voto em 100 cidades, incluindo capitais, e é atualizado constantemente com base na última atualização disponível. Além disso, o Índice CNN, geralmente costuma destacar apenas os cinco candidatos mais bem posicionados, podendo deixar de fora outros candidatos relevantes. Com a retirada da candidatura de Beto Richa no início de agosto de 2024, apenas as quatro candidaturas mais bem posicionadas nas pesquisas permaneceram no Índice, e em alguns cenários, alguns candidatos foram omitidos. O crescimento vertiginoso de Cristina Graeml nesse agregador só foi identificado e registrado no dia da eleição.

#### Primeiro e segundo turno
| Fonte                           | Última atualização              | Eduardo Pimentel PSD | Eduardo Pimentel PSD | Eduardo Pimentel PSD | Cristina Graeml PMB | Cristina Graeml PMB | Cristina Graeml PMB | Vantagem |     |     |
| ------------------------------- | ------------------------------- | --- | --- | --- | --- | --- | --- | --- | --- | --- |
| Fonte                           | Última atualização              | IPESPE/CNN | 26 de outubro de 2024 | 55% | 55% | 55% | 45% | 45% | 45% | 10% |
| 24 de outubro de 2024           | 53%                             | 53% | 53% | 47% | 47% | 47% | 6% | |     |     |
| 23 de outubro de 2024           | 52%                             | 52% | 52% | 48% | 48% | 48% | 4% | |     |     |
| 21 de outubro de 2024           | 51%                             | 51% | 51% | 49% | 49% | 49% | 2% | |     |     |
| 16 de outubro de 2024           | 52%                             | 52% | 52% | 48% | 48% | 48% | 4% | |     |     |
| 6 de outubro de 2024            | 58%                             | 58% | 58% | 42% | 42% | 42% | 16% | |     |     |
| 6 de outubro de 2024            | 6 de outubro de 2024            | Segundo turno entre Eduardo Pimentel e Cristina Graeml confirmado. | Segundo turno entre Eduardo Pimentel e Cristina Graeml confirmado. | Segundo turno entre Eduardo Pimentel e Cristina Graeml confirmado. | Segundo turno entre Eduardo Pimentel e Cristina Graeml confirmado. | Segundo turno entre Eduardo Pimentel e Cristina Graeml confirmado. | Segundo turno entre Eduardo Pimentel e Cristina Graeml confirmado. | Segundo turno entre Eduardo Pimentel e Cristina Graeml confirmado. |     |     |
| Fonte                           | Última atualização              | Pimentel PSD | Ducci PSB | Leprevost UNIÃO | Requião MOBILIZA | Graeml PMB | Graeml PMB | Vantagem |     |     |
| Fonte                           | Última atualização              | | | | | | | Vantagem |     |     |
| IPESPE/CNN                      | 6 de outubro de 2024            | 30% | 18% | 10% | 4% | 17% | 17% | 12% |     |     |
| IPESPE/CNN                      | 27 de setembro de 2024          | 33% | 16% | 11% | 8% | — | — | 17% |     |     |
| IPESPE/CNN                      | 19 de setembro de 2024          | 33% | 16% | 12% | 9% | — | — | 17% |     |     |
| IPESPE/CNN                      | 17 de setembro de 2024          | 31% | 16% | 12% | 9% | — | — | 15% |     |     |
| IPESPE/CNN                      | 13 de setembro de 2024          | 29% | 16% | 13% | 11% | — | — | 13% |     |     |
| IPESPE/CNN                      | 11 de setembro de 2024          | 32% | 17% | 12% | — | — | — | 15% |     |     |
| IPESPE/CNN                      | 10 de setembro de 2024          | 31% | 16% | 12% | — | — | — | 15% |     |     |
| IPESPE/CNN                      | 30 de agosto de 2024            | 30% | 15% | 12% | 11% | — | — | 15% |     |     |
| IPESPE/CNN                      | 29 de agosto de 2024            | 29% | 15% | 12% | 11% | — | — | 14% |     |     |
| IPESPE/CNN                      | 28 de agosto de 2024            | 27% | 14% | 13% | 12% | — | — | 13% |     |     |
| IPESPE/CNN                      | 26 de agosto de 2024            | 24% | 14% | 14% | 11% | — | — | 10% |     |     |
| 5–7 de agosto de 2024           | 5–7 de agosto de 2024           | Beto Richa desiste da sua pré-candidatura, afirmando que a Federação PSDB-Cidadania ficará neutra nessa eleição. Cristina Graeml teve sua candidatura oficializada pelo PMB em meio a uma disputa judicial que levou à dissolução das executivas locais e à suspensão da convenção. O Tribunal Superior Eleitoral terá a palavra final sobre a sua permanência nas urnas. | Beto Richa desiste da sua pré-candidatura, afirmando que a Federação PSDB-Cidadania ficará neutra nessa eleição. Cristina Graeml teve sua candidatura oficializada pelo PMB em meio a uma disputa judicial que levou à dissolução das executivas locais e à suspensão da convenção. O Tribunal Superior Eleitoral terá a palavra final sobre a sua permanência nas urnas. | Beto Richa desiste da sua pré-candidatura, afirmando que a Federação PSDB-Cidadania ficará neutra nessa eleição. Cristina Graeml teve sua candidatura oficializada pelo PMB em meio a uma disputa judicial que levou à dissolução das executivas locais e à suspensão da convenção. O Tribunal Superior Eleitoral terá a palavra final sobre a sua permanência nas urnas. | Beto Richa desiste da sua pré-candidatura, afirmando que a Federação PSDB-Cidadania ficará neutra nessa eleição. Cristina Graeml teve sua candidatura oficializada pelo PMB em meio a uma disputa judicial que levou à dissolução das executivas locais e à suspensão da convenção. O Tribunal Superior Eleitoral terá a palavra final sobre a sua permanência nas urnas. | Beto Richa desiste da sua pré-candidatura, afirmando que a Federação PSDB-Cidadania ficará neutra nessa eleição. Cristina Graeml teve sua candidatura oficializada pelo PMB em meio a uma disputa judicial que levou à dissolução das executivas locais e à suspensão da convenção. O Tribunal Superior Eleitoral terá a palavra final sobre a sua permanência nas urnas. | Beto Richa desiste da sua pré-candidatura, afirmando que a Federação PSDB-Cidadania ficará neutra nessa eleição. Cristina Graeml teve sua candidatura oficializada pelo PMB em meio a uma disputa judicial que levou à dissolução das executivas locais e à suspensão da convenção. O Tribunal Superior Eleitoral terá a palavra final sobre a sua permanência nas urnas. | Beto Richa desiste da sua pré-candidatura, afirmando que a Federação PSDB-Cidadania ficará neutra nessa eleição. Cristina Graeml teve sua candidatura oficializada pelo PMB em meio a uma disputa judicial que levou à dissolução das executivas locais e à suspensão da convenção. O Tribunal Superior Eleitoral terá a palavra final sobre a sua permanência nas urnas. |     |     |
| 3–4 de agosto de 2024           | 3–4 de agosto de 2024           | Maria Victoria, Roberto Requião e Eduardo Pimentel tem suas candidaturas oficializadas por seus partidos. Felipe Bombardelli tem sua candidatura oficializada pelo PCO. | Maria Victoria, Roberto Requião e Eduardo Pimentel tem suas candidaturas oficializadas por seus partidos. Felipe Bombardelli tem sua candidatura oficializada pelo PCO. | Maria Victoria, Roberto Requião e Eduardo Pimentel tem suas candidaturas oficializadas por seus partidos. Felipe Bombardelli tem sua candidatura oficializada pelo PCO. | Maria Victoria, Roberto Requião e Eduardo Pimentel tem suas candidaturas oficializadas por seus partidos. Felipe Bombardelli tem sua candidatura oficializada pelo PCO. | Maria Victoria, Roberto Requião e Eduardo Pimentel tem suas candidaturas oficializadas por seus partidos. Felipe Bombardelli tem sua candidatura oficializada pelo PCO. | Maria Victoria, Roberto Requião e Eduardo Pimentel tem suas candidaturas oficializadas por seus partidos. Felipe Bombardelli tem sua candidatura oficializada pelo PCO. | Maria Victoria, Roberto Requião e Eduardo Pimentel tem suas candidaturas oficializadas por seus partidos. Felipe Bombardelli tem sua candidatura oficializada pelo PCO. |     |     |
| 27 de julho–2 de agosto de 2024 | 27 de julho–2 de agosto de 2024 | Andrea Caldas tem sua candidatura oficializada pela Federação PSOL REDE. Luizão Goulart tem sua candidatura oficializada pelo Solidariedade. Ney Leprevost tem sua candidatura oficializada pelo União Brasil. | Andrea Caldas tem sua candidatura oficializada pela Federação PSOL REDE. Luizão Goulart tem sua candidatura oficializada pelo Solidariedade. Ney Leprevost tem sua candidatura oficializada pelo União Brasil. | Andrea Caldas tem sua candidatura oficializada pela Federação PSOL REDE. Luizão Goulart tem sua candidatura oficializada pelo Solidariedade. Ney Leprevost tem sua candidatura oficializada pelo União Brasil. | Andrea Caldas tem sua candidatura oficializada pela Federação PSOL REDE. Luizão Goulart tem sua candidatura oficializada pelo Solidariedade. Ney Leprevost tem sua candidatura oficializada pelo União Brasil. | Andrea Caldas tem sua candidatura oficializada pela Federação PSOL REDE. Luizão Goulart tem sua candidatura oficializada pelo Solidariedade. Ney Leprevost tem sua candidatura oficializada pelo União Brasil. | Andrea Caldas tem sua candidatura oficializada pela Federação PSOL REDE. Luizão Goulart tem sua candidatura oficializada pelo Solidariedade. Ney Leprevost tem sua candidatura oficializada pelo União Brasil. | Andrea Caldas tem sua candidatura oficializada pela Federação PSOL REDE. Luizão Goulart tem sua candidatura oficializada pelo Solidariedade. Ney Leprevost tem sua candidatura oficializada pelo União Brasil. |     |     |
| 24–25 de julho de 2024          | 24–25 de julho de 2024          | Goura Nataraj é confirmado como vice na chapa de Luciano Ducci. Paulo Martins é confirmado como vice na chapa de Eduardo Pimentel. Samuel de Mattos tem sua candidatura oficializada pelo PSTU. | Goura Nataraj é confirmado como vice na chapa de Luciano Ducci. Paulo Martins é confirmado como vice na chapa de Eduardo Pimentel. Samuel de Mattos tem sua candidatura oficializada pelo PSTU. | Goura Nataraj é confirmado como vice na chapa de Luciano Ducci. Paulo Martins é confirmado como vice na chapa de Eduardo Pimentel. Samuel de Mattos tem sua candidatura oficializada pelo PSTU. | Goura Nataraj é confirmado como vice na chapa de Luciano Ducci. Paulo Martins é confirmado como vice na chapa de Eduardo Pimentel. Samuel de Mattos tem sua candidatura oficializada pelo PSTU. | Goura Nataraj é confirmado como vice na chapa de Luciano Ducci. Paulo Martins é confirmado como vice na chapa de Eduardo Pimentel. Samuel de Mattos tem sua candidatura oficializada pelo PSTU. | Goura Nataraj é confirmado como vice na chapa de Luciano Ducci. Paulo Martins é confirmado como vice na chapa de Eduardo Pimentel. Samuel de Mattos tem sua candidatura oficializada pelo PSTU. | Goura Nataraj é confirmado como vice na chapa de Luciano Ducci. Paulo Martins é confirmado como vice na chapa de Eduardo Pimentel. Samuel de Mattos tem sua candidatura oficializada pelo PSTU. |     |     |
| Fonte                           | Última atualização              | Pimentel PSD | Ducci PSB | Leprevost UNIÃO | Richa PSDB | Requião MOBILIZA | Requião MOBILIZA | Vantagem |     |     |
| Fonte                           | Última atualização              | | | | | | | Vantagem |     |     |
| IPESPE/CNN                      | 8 de julho de 2024              | 22% | 15% | 13% | 10% | 10% | 10% | 7% |     |     |
| 30 de maio de 2024              | 30 de maio de 2024              | O nome de Deltan Dallagnol é removido do agregador Índice CNN devido à sua saída da disputa. | O nome de Deltan Dallagnol é removido do agregador Índice CNN devido à sua saída da disputa. | O nome de Deltan Dallagnol é removido do agregador Índice CNN devido à sua saída da disputa. | O nome de Deltan Dallagnol é removido do agregador Índice CNN devido à sua saída da disputa. | O nome de Deltan Dallagnol é removido do agregador Índice CNN devido à sua saída da disputa. | O nome de Deltan Dallagnol é removido do agregador Índice CNN devido à sua saída da disputa. | O nome de Deltan Dallagnol é removido do agregador Índice CNN devido à sua saída da disputa. |     |     |
| Fonte                           | Última atualização              | Pimentel PSD | Deltan NOVO | Ducci PSB | Leprevost UNIÃO | Requião MOBILIZA | Richa PSDB | Vantagem |     |     |
| Fonte                           | Última atualização              | | | | | | | Vantagem |     |     |
| IPESPE/CNN                      | 30 de maio de 2024              | 17% | 16% | 13% | 11% | 10% | 9% | 1% |     |     |
| 27 de maio de 2024              | 27 de maio de 2024              | O Partido dos Trabalhadores anuncia que irá apoiar a pré-candidatura de Luciano Ducci (PSB) para a prefeitura de Curitiba, inviabilizando a possibilidade de uma candidatura própria na capital. | O Partido dos Trabalhadores anuncia que irá apoiar a pré-candidatura de Luciano Ducci (PSB) para a prefeitura de Curitiba, inviabilizando a possibilidade de uma candidatura própria na capital. | O Partido dos Trabalhadores anuncia que irá apoiar a pré-candidatura de Luciano Ducci (PSB) para a prefeitura de Curitiba, inviabilizando a possibilidade de uma candidatura própria na capital. | O Partido dos Trabalhadores anuncia que irá apoiar a pré-candidatura de Luciano Ducci (PSB) para a prefeitura de Curitiba, inviabilizando a possibilidade de uma candidatura própria na capital. | O Partido dos Trabalhadores anuncia que irá apoiar a pré-candidatura de Luciano Ducci (PSB) para a prefeitura de Curitiba, inviabilizando a possibilidade de uma candidatura própria na capital. | O Partido dos Trabalhadores anuncia que irá apoiar a pré-candidatura de Luciano Ducci (PSB) para a prefeitura de Curitiba, inviabilizando a possibilidade de uma candidatura própria na capital. | O Partido dos Trabalhadores anuncia que irá apoiar a pré-candidatura de Luciano Ducci (PSB) para a prefeitura de Curitiba, inviabilizando a possibilidade de uma candidatura própria na capital. |     |     |
| Fonte                           | Última atualização              | Pimentel PSD | Deltan NOVO | Ducci PSB | Leprevost UNIÃO | Requião MOBILIZA | Richa PSDB | Vantagem |     |     |
| Fonte                           | Última atualização              | | | | | | | Vantagem |     |     |
| IPESPE/CNN                      | 14 de maio de 2024              | 20% | 16% | 13% | 12% | 11% | 9% | 4% |     |     |
| 3 de maio de 2024               | 3 de maio de 2024               | Deltan Dallagnol anuncia a desistência de sua pré-candidatura à prefeitura de Curitiba. | Deltan Dallagnol anuncia a desistência de sua pré-candidatura à prefeitura de Curitiba. | Deltan Dallagnol anuncia a desistência de sua pré-candidatura à prefeitura de Curitiba. | Deltan Dallagnol anuncia a desistência de sua pré-candidatura à prefeitura de Curitiba. | Deltan Dallagnol anuncia a desistência de sua pré-candidatura à prefeitura de Curitiba. | Deltan Dallagnol anuncia a desistência de sua pré-candidatura à prefeitura de Curitiba. | Deltan Dallagnol anuncia a desistência de sua pré-candidatura à prefeitura de Curitiba. |     |     |
| Fonte                           | Última atualização              | Pimentel PSD | Ducci PSB | Richa PSDB | Leprevost UNIÃO | Requião MOBILIZA | Deltan NOVO | Vantagem |     |     |
| Fonte                           | Última atualização              | | | | | | | Vantagem |     |     |
| IPESPE/CNN                      | 25 de abril de 2024             | 17% | 11% | 10% | 9% | 11% | 16% | 1% |     |     |
| IPESPE/CNN                      | 22 de abril de 2024             | 15% | 14% | 12% | 12% | — | 12% | 1% |     |     |
| IPESPE/CNN                      | 27 de março de 2024             | 16% | 14% | 12% | 11% | — | 13% | 2% |     |     |
| IPESPE/CNN                      | 21 de março de 2024             | 16% | 15% | 14% | 12% | — | 11% | 1% |     |     |
| IPESPE/CNN                      | 18 de março de 2024             | 15% | 13% | 13% | 12% | — | 10% | 2% |     |     |
| 1 de janeiro de 2024            | 1 de janeiro de 2024            | O ano eleitoral se inicia. Todas as pesquisas eleitorais, à partir desta data, devem ser registradas no Tribunal Superior Eleitoral. | O ano eleitoral se inicia. Todas as pesquisas eleitorais, à partir desta data, devem ser registradas no Tribunal Superior Eleitoral. | O ano eleitoral se inicia. Todas as pesquisas eleitorais, à partir desta data, devem ser registradas no Tribunal Superior Eleitoral. | O ano eleitoral se inicia. Todas as pesquisas eleitorais, à partir desta data, devem ser registradas no Tribunal Superior Eleitoral. | O ano eleitoral se inicia. Todas as pesquisas eleitorais, à partir desta data, devem ser registradas no Tribunal Superior Eleitoral. | O ano eleitoral se inicia. Todas as pesquisas eleitorais, à partir desta data, devem ser registradas no Tribunal Superior Eleitoral. | O ano eleitoral se inicia. Todas as pesquisas eleitorais, à partir desta data, devem ser registradas no Tribunal Superior Eleitoral. |     |     |
| Fonte                           | Última atualização              | Ducci PSB | Rosangela UNIÃO | Pimentel PSD | Paulo PL | Dartora PT | Dartora PT | Vantagem |     |     |
| Fonte                           | Última atualização              | | | | | | | Vantagem |     |     |
| IPESPE/CNN                      | 13 de dezembro de 2023          | 18% | 16% | 13% | 9% | 3% | 3% | 2% |     |     |

### Institutos de pesquisa

#### Segundo turno
| Fonte                | Data(s) conduzida(s)     | Amostragem                                                         | Pimentel PSD                                                       | Graeml PMB                                                         | Abst. Indec.                                                       | Vantagem                                                           |       |     |     |     |     |
| -------------------- | ------------------------ | ------------------------------------------------------------------ | ------------------------------------------------------------------ | ------------------------------------------------------------------ | ------------------------------------------------------------------ | ------------------------------------------------------------------ | ----- | --- | --- | --- | --- |
| Fonte                | Data(s) conduzida(s)     | Amostragem                                                         | Quaest                                                             | 25–26 de outubro de 2024                                           | Abst. Indec.                                                       | Vantagem                                                           | 1.002 | 50% | 38% | 12% | 12% |
| 44%                  | 30%                      | 26%                                                                | Quaest                                                             | 25–26 de outubro de 2024                                           | 14%                                                                |                                                                    | 1.002 |     |     |     |     |
| 55%                  | 45%                      | —                                                                  | Quaest                                                             | 25–26 de outubro de 2024                                           | 10%                                                                |                                                                    | 1.002 |     |     |     |     |
| Instituto IRG        | 24–25 de outubro de 2024 | 900                                                                | 52%                                                                | 39%                                                                | 9%                                                                 | 13%                                                                |       |     |     |     |     |
| Instituto IRG        | 24–25 de outubro de 2024 | 900                                                                | 57,14%                                                             | 42,86%                                                             | —                                                                  | 14,28%                                                             |       |     |     |     |     |
| Atlas/Intel          | 20–26 de outubro de 2024 | 1.221                                                              | 54,2%                                                              | 40,1%                                                              | 5,7%                                                               | 14,1%                                                              |       |     |     |     |     |
| Atlas/Intel          | 20–26 de outubro de 2024 | 1.221                                                              | 57,5%                                                              | 42,5%                                                              | —                                                                  | 15%                                                                |       |     |     |     |     |
| Paraná Pesquisas     | 20–23 de outubro de 2024 | 940                                                                | 48,8%                                                              | 41,2%                                                              | 10%                                                                | 7,6%                                                               |       |     |     |     |     |
| Paraná Pesquisas     | 20–23 de outubro de 2024 | 940                                                                | 54,3%                                                              | 45,7%                                                              | —                                                                  | 8,6%                                                               |       |     |     |     |     |
| AltasIntel           | 14–19 de outubro de 2024 | 1.199                                                              | 51,4%                                                              | 43%                                                                | 5,7%                                                               | 8,4%                                                               |       |     |     |     |     |
| AltasIntel           | 14–19 de outubro de 2024 | 1.199                                                              | 54,5%                                                              | 45,5%                                                              | —                                                                  | 9%                                                                 |       |     |     |     |     |
| Instituto Radar      | 16–18 de outubro de 2024 | 816                                                                | 45,6%                                                              | 43,5%                                                              | 10,9%                                                              | 2,1%                                                               |       |     |     |     |     |
| Instituto IRG        | 16–18 de outubro de 2024 | 900                                                                | 49%                                                                | 40%                                                                | 11%                                                                | 9%                                                                 |       |     |     |     |     |
| Instituto IRG        | 16–18 de outubro de 2024 | 900                                                                | 55,05%                                                             | 44,95%                                                             | —                                                                  | 10,1%                                                              |       |     |     |     |     |
| Quaest               | 16–18 de outubro de 2024 | 900                                                                | 42%                                                                | 39%                                                                | 19%                                                                | 3%                                                                 |       |     |     |     |     |
| Instituto Veritá     | 13–17 de outubro de 2024 | 1.610                                                              | 45,1%                                                              | 46,9%                                                              | 8%                                                                 | 1,8%                                                               |       |     |     |     |     |
| Atlas/Intel          | 8–13 de outubro de 2024  | 1.203                                                              | 49%                                                                | 44,9%                                                              | 6,2%                                                               | 4,1%                                                               |       |     |     |     |     |
| Atlas/Intel          | 8–13 de outubro de 2024  | 1.203                                                              | 52,2%                                                              | 47,8%                                                              | —                                                                  | 4,4%                                                               |       |     |     |     |     |
| 6 de outubro de 2024 | 6 de outubro de 2024     | Segundo turno entre Eduardo Pimentel e Cristina Graeml confirmado. | Segundo turno entre Eduardo Pimentel e Cristina Graeml confirmado. | Segundo turno entre Eduardo Pimentel e Cristina Graeml confirmado. | Segundo turno entre Eduardo Pimentel e Cristina Graeml confirmado. | Segundo turno entre Eduardo Pimentel e Cristina Graeml confirmado. |       |     |     |     |     |
| Quaest               | 4–5 de outubro de 2024   | 1.002                                                              | 49%                                                                | 35%                                                                | 16%                                                                | 14%                                                                |       |     |     |     |     |

#### Primeiro turno
| Fonte                           | Data(s) conduzidas                  | Amostragem                      | Pimentel PSD | Ducci PSB | Graeml PMB | Leprevost UNIÃO | Requião MOBILIZA | Luizão Solidariedade | Victoria PP | Caldas PSOL | Bombardelli PCO | Outros | Abst. Indec. | Vantagem |    |    |    |    |     |    |
| ------------------------------- | ----------------------------------- | ------------------------------- | --- | --- | --- | --- | --- | --- | --- | --- | --- | --- | --- | --- | -- | -- | -- | -- | --- | -- |
| Fonte                           | Data(s) conduzidas                  | Amostragem                      | Quaest | 4–5 de outubro de 2024 | 1.002 | 26% | 18% | 21% | 12% | 3% | 3% | Outros | Abst. Indec. | Vantagem | 1% | 1% | 0% | 0% | 15% | 5% |
| 30%                             | 23%                                 | 26%                             | Quaest | 4–5 de outubro de 2024 | 1.002 | 12% | 4% | 3% | 2% | 0% | 0% | 0% | — | 4% |    |    |    |    |     |    |
| Instituto IRG                   | 1–4 de outubro de 2024              | 800                             | 34% | 19% | 16,8% | 9,8% | 4,5% | 3,2% | 1,7% | 0,4% | 0% | 0% | 10,7% | 15% |    |    |    |    |     |    |
| Atlas/Intel                     | 29 de setembro–4 de outubro de 2024 | 1.616                           | 27,8% | 20,4% | 24,1% | 8,5% | 3,2% | 7,5% | 1,6% | 1,5% | 0% | 0,5% | 4,9% | 3,7% |    |    |    |    |     |    |
| Atlas/Intel                     | 29 de setembro–4 de outubro de 2024 | 1.616                           | 29,3% | 21,5% | 25,3% | 8,9% | 3,4% | 7,8% | 1,7% | 1,6% | 0% | 0,5% | 4% | 4% |    |    |    |    |     |    |
| 3 de outubro de 2024            | 3 de outubro de 2024                | 3 de outubro de 2024            | Término do período de propaganda eleitoral obrigatória em rádio e televisão, além do debate na RPC. | Término do período de propaganda eleitoral obrigatória em rádio e televisão, além do debate na RPC. | Término do período de propaganda eleitoral obrigatória em rádio e televisão, além do debate na RPC. | Término do período de propaganda eleitoral obrigatória em rádio e televisão, além do debate na RPC. | Término do período de propaganda eleitoral obrigatória em rádio e televisão, além do debate na RPC. | Término do período de propaganda eleitoral obrigatória em rádio e televisão, além do debate na RPC. | Término do período de propaganda eleitoral obrigatória em rádio e televisão, além do debate na RPC. | Término do período de propaganda eleitoral obrigatória em rádio e televisão, além do debate na RPC. | Término do período de propaganda eleitoral obrigatória em rádio e televisão, além do debate na RPC. | Término do período de propaganda eleitoral obrigatória em rádio e televisão, além do debate na RPC. | Término do período de propaganda eleitoral obrigatória em rádio e televisão, além do debate na RPC. | Término do período de propaganda eleitoral obrigatória em rádio e televisão, além do debate na RPC. |    |    |    |    |     |    |
| Fonte                           | Data(s) conduzidas                  | Amostragem                      | Pimentel PSD | Leprevost UNIÃO | Ducci PSB | Requião MOBILIZA | Victoria PP | Luizão Solidariedade | Graeml PMB | Caldas PSOL | Bombardelli PCO | Outros | Abst. Indec. | Vantagem |    |    |    |    |     |    |
| Fonte                           | Data(s) conduzidas                  | Amostragem                      | | | | | | | | | | Outros | Abst. Indec. | Vantagem |    |    |    |    |     |    |
| Instituto Radar                 | 21–23 de setembro de 2024           | 816                             | 35,4% | 9,3% | 16,4% | 7% | 4,5% | 4,7% | 7,2% | 1,6% | 0,1% | 0,1% | 13,7% | 19% |    |    |    |    |     |    |
| Instituto IRG                   | 13–17 de setembro de 2024           | 800                             | 35% | 11% | 17,5% | 9,5% | 2,9% | 3% | 7% | 0,5% | 0,1% | 0,1% | 13,4% | 17,5% |    |    |    |    |     |    |
| Quaest                          | 14–16 de setembro de 2024           | 900                             | 36% | 12% | 15% | 8% | 3% | 4% | 5% | 1% | 0% | 1% | 15% | 21% |    |    |    |    |     |    |
| Quaest                          | 14–16 de setembro de 2024           | 900                             | 20% | 4% | 7% | 2% | 0% | 1% | 4% | 0% | — | 0% | 60% | 13% |    |    |    |    |     |    |
| Paraná Pesquisas                | 7–10 de setembro de 2024            | 800                             | 32,1% | 12,5% | 16% | 10,9% | 3,5% | 2,9% | 6% | 1% | 0% | 0,3% | 14,9% | 18,46% |    |    |    |    |     |    |
| Futura/100% Cidades             | 30 de agosto–8 de setembro de 2024  | 800                             | 33,4% | 10,7% | 17,8% | 9,4% | 2,7% | 2,3% | 4,8% | 1% | 0,8% | — | 17,1% | 15,6% |    |    |    |    |     |    |
| Linear/Plural                   | 2–5 de setembro de 2024             | 801                             | 31,3% | 10,6% | 12,84% | 10,6% | 3,24% | 6,36% | 4,86% | 1,37% | 0,62% | 0,37% | 17,84% | 16,1% |    |    |    |    |     |    |
| Veritás                         | 31 de agosto–2 de setembro de 2024  | 800                             | 24% | 19% | 16% | 11% | 4% | 1,8% | 4,3% | 0,5% | 0,2% | 0,2% | 18,1% | 5% |    |    |    |    |     |    |
| Atlas/Intel                     | 22–27 de agosto de 2024             | 1.209                           | 38,2% | 9,8% | 12,3% | 10,5% | 1% | 2,8% | 11,6% | 1,4% | — | 0% | 12,4% | 25,9% |    |    |    |    |     |    |
| Quaest                          | 24–26 de agosto de 2024             | 900                             | 19% | 14% | 18% | 18% | 4% | 4% | 5% | 2% | 0% | 1% | 15% | 1% |    |    |    |    |     |    |
| Instituto IRG                   | 22–26 de agosto de 2024             | 1.000                           | 28% | 14,6% | 16% | 10% | 2,7 | 3% | 6% | 0,7% | 0,1% | 0,2% | 18,7% | 12% |    |    |    |    |     |    |
| Instituto Radar                 | 19–21 de agosto de 2024             | 816                             | 25,1% | 15,7% | 13,8% | 12,6% | 5,4% | 5% | 3,7% | 1,2% | 0,5% | 0,5% | 16,5% | 9,4% |    |    |    |    |     |    |
| Instituto Radar                 | 19–21 de agosto de 2024             | 816                             | 11% | 3,8% | 3,2% | 2,7% | 2,7% | 2,5% | 2,2% | — | — | — | 71,9% | 7,2% |    |    |    |    |     |    |
| 5–7 de agosto de 2024           | 5–7 de agosto de 2024               | 5–7 de agosto de 2024           | Beto Richa desiste da sua pré-candidatura, afirmando que a Federação PSDB-Cidadania ficará neutra nessa eleição. Cristina Graeml teve sua candidatura oficializada pelo PMB em meio a uma disputa judicial que levou à dissolução das executivas locais e à suspensão da convenção. O Tribunal Superior Eleitoral terá a palavra final sobre a sua permanência nas urnas. | Beto Richa desiste da sua pré-candidatura, afirmando que a Federação PSDB-Cidadania ficará neutra nessa eleição. Cristina Graeml teve sua candidatura oficializada pelo PMB em meio a uma disputa judicial que levou à dissolução das executivas locais e à suspensão da convenção. O Tribunal Superior Eleitoral terá a palavra final sobre a sua permanência nas urnas. | Beto Richa desiste da sua pré-candidatura, afirmando que a Federação PSDB-Cidadania ficará neutra nessa eleição. Cristina Graeml teve sua candidatura oficializada pelo PMB em meio a uma disputa judicial que levou à dissolução das executivas locais e à suspensão da convenção. O Tribunal Superior Eleitoral terá a palavra final sobre a sua permanência nas urnas. | Beto Richa desiste da sua pré-candidatura, afirmando que a Federação PSDB-Cidadania ficará neutra nessa eleição. Cristina Graeml teve sua candidatura oficializada pelo PMB em meio a uma disputa judicial que levou à dissolução das executivas locais e à suspensão da convenção. O Tribunal Superior Eleitoral terá a palavra final sobre a sua permanência nas urnas. | Beto Richa desiste da sua pré-candidatura, afirmando que a Federação PSDB-Cidadania ficará neutra nessa eleição. Cristina Graeml teve sua candidatura oficializada pelo PMB em meio a uma disputa judicial que levou à dissolução das executivas locais e à suspensão da convenção. O Tribunal Superior Eleitoral terá a palavra final sobre a sua permanência nas urnas. | Beto Richa desiste da sua pré-candidatura, afirmando que a Federação PSDB-Cidadania ficará neutra nessa eleição. Cristina Graeml teve sua candidatura oficializada pelo PMB em meio a uma disputa judicial que levou à dissolução das executivas locais e à suspensão da convenção. O Tribunal Superior Eleitoral terá a palavra final sobre a sua permanência nas urnas. | Beto Richa desiste da sua pré-candidatura, afirmando que a Federação PSDB-Cidadania ficará neutra nessa eleição. Cristina Graeml teve sua candidatura oficializada pelo PMB em meio a uma disputa judicial que levou à dissolução das executivas locais e à suspensão da convenção. O Tribunal Superior Eleitoral terá a palavra final sobre a sua permanência nas urnas. | Beto Richa desiste da sua pré-candidatura, afirmando que a Federação PSDB-Cidadania ficará neutra nessa eleição. Cristina Graeml teve sua candidatura oficializada pelo PMB em meio a uma disputa judicial que levou à dissolução das executivas locais e à suspensão da convenção. O Tribunal Superior Eleitoral terá a palavra final sobre a sua permanência nas urnas. | Beto Richa desiste da sua pré-candidatura, afirmando que a Federação PSDB-Cidadania ficará neutra nessa eleição. Cristina Graeml teve sua candidatura oficializada pelo PMB em meio a uma disputa judicial que levou à dissolução das executivas locais e à suspensão da convenção. O Tribunal Superior Eleitoral terá a palavra final sobre a sua permanência nas urnas. | Beto Richa desiste da sua pré-candidatura, afirmando que a Federação PSDB-Cidadania ficará neutra nessa eleição. Cristina Graeml teve sua candidatura oficializada pelo PMB em meio a uma disputa judicial que levou à dissolução das executivas locais e à suspensão da convenção. O Tribunal Superior Eleitoral terá a palavra final sobre a sua permanência nas urnas. | Beto Richa desiste da sua pré-candidatura, afirmando que a Federação PSDB-Cidadania ficará neutra nessa eleição. Cristina Graeml teve sua candidatura oficializada pelo PMB em meio a uma disputa judicial que levou à dissolução das executivas locais e à suspensão da convenção. O Tribunal Superior Eleitoral terá a palavra final sobre a sua permanência nas urnas. | Beto Richa desiste da sua pré-candidatura, afirmando que a Federação PSDB-Cidadania ficará neutra nessa eleição. Cristina Graeml teve sua candidatura oficializada pelo PMB em meio a uma disputa judicial que levou à dissolução das executivas locais e à suspensão da convenção. O Tribunal Superior Eleitoral terá a palavra final sobre a sua permanência nas urnas. |    |    |    |    |     |    |
| 3–4 de agosto de 2024           | 3–4 de agosto de 2024               | 3–4 de agosto de 2024           | Maria Victoria, Roberto Requião e Eduardo Pimentel tem suas candidaturas oficializadas por seus partidos. Felipe Bombardelli tem sua candidatura oficializada pelo PCO. | Maria Victoria, Roberto Requião e Eduardo Pimentel tem suas candidaturas oficializadas por seus partidos. Felipe Bombardelli tem sua candidatura oficializada pelo PCO. | Maria Victoria, Roberto Requião e Eduardo Pimentel tem suas candidaturas oficializadas por seus partidos. Felipe Bombardelli tem sua candidatura oficializada pelo PCO. | Maria Victoria, Roberto Requião e Eduardo Pimentel tem suas candidaturas oficializadas por seus partidos. Felipe Bombardelli tem sua candidatura oficializada pelo PCO. | Maria Victoria, Roberto Requião e Eduardo Pimentel tem suas candidaturas oficializadas por seus partidos. Felipe Bombardelli tem sua candidatura oficializada pelo PCO. | Maria Victoria, Roberto Requião e Eduardo Pimentel tem suas candidaturas oficializadas por seus partidos. Felipe Bombardelli tem sua candidatura oficializada pelo PCO. | Maria Victoria, Roberto Requião e Eduardo Pimentel tem suas candidaturas oficializadas por seus partidos. Felipe Bombardelli tem sua candidatura oficializada pelo PCO. | Maria Victoria, Roberto Requião e Eduardo Pimentel tem suas candidaturas oficializadas por seus partidos. Felipe Bombardelli tem sua candidatura oficializada pelo PCO. | Maria Victoria, Roberto Requião e Eduardo Pimentel tem suas candidaturas oficializadas por seus partidos. Felipe Bombardelli tem sua candidatura oficializada pelo PCO. | Maria Victoria, Roberto Requião e Eduardo Pimentel tem suas candidaturas oficializadas por seus partidos. Felipe Bombardelli tem sua candidatura oficializada pelo PCO. | Maria Victoria, Roberto Requião e Eduardo Pimentel tem suas candidaturas oficializadas por seus partidos. Felipe Bombardelli tem sua candidatura oficializada pelo PCO. | Maria Victoria, Roberto Requião e Eduardo Pimentel tem suas candidaturas oficializadas por seus partidos. Felipe Bombardelli tem sua candidatura oficializada pelo PCO. |    |    |    |    |     |    |
| 27 de julho–2 de agosto de 2024 | 27 de julho–2 de agosto de 2024     | 27 de julho–2 de agosto de 2024 | Andrea Caldas tem sua candidatura oficializada pela Federação PSOL REDE. Luizão Goulart tem sua candidatura oficializada pelo Solidariedade. Ney Leprevost tem sua candidatura oficializada pelo União Brasil. | Andrea Caldas tem sua candidatura oficializada pela Federação PSOL REDE. Luizão Goulart tem sua candidatura oficializada pelo Solidariedade. Ney Leprevost tem sua candidatura oficializada pelo União Brasil. | Andrea Caldas tem sua candidatura oficializada pela Federação PSOL REDE. Luizão Goulart tem sua candidatura oficializada pelo Solidariedade. Ney Leprevost tem sua candidatura oficializada pelo União Brasil. | Andrea Caldas tem sua candidatura oficializada pela Federação PSOL REDE. Luizão Goulart tem sua candidatura oficializada pelo Solidariedade. Ney Leprevost tem sua candidatura oficializada pelo União Brasil. | Andrea Caldas tem sua candidatura oficializada pela Federação PSOL REDE. Luizão Goulart tem sua candidatura oficializada pelo Solidariedade. Ney Leprevost tem sua candidatura oficializada pelo União Brasil. | Andrea Caldas tem sua candidatura oficializada pela Federação PSOL REDE. Luizão Goulart tem sua candidatura oficializada pelo Solidariedade. Ney Leprevost tem sua candidatura oficializada pelo União Brasil. | Andrea Caldas tem sua candidatura oficializada pela Federação PSOL REDE. Luizão Goulart tem sua candidatura oficializada pelo Solidariedade. Ney Leprevost tem sua candidatura oficializada pelo União Brasil. | Andrea Caldas tem sua candidatura oficializada pela Federação PSOL REDE. Luizão Goulart tem sua candidatura oficializada pelo Solidariedade. Ney Leprevost tem sua candidatura oficializada pelo União Brasil. | Andrea Caldas tem sua candidatura oficializada pela Federação PSOL REDE. Luizão Goulart tem sua candidatura oficializada pelo Solidariedade. Ney Leprevost tem sua candidatura oficializada pelo União Brasil. | Andrea Caldas tem sua candidatura oficializada pela Federação PSOL REDE. Luizão Goulart tem sua candidatura oficializada pelo Solidariedade. Ney Leprevost tem sua candidatura oficializada pelo União Brasil. | Andrea Caldas tem sua candidatura oficializada pela Federação PSOL REDE. Luizão Goulart tem sua candidatura oficializada pelo Solidariedade. Ney Leprevost tem sua candidatura oficializada pelo União Brasil. | Andrea Caldas tem sua candidatura oficializada pela Federação PSOL REDE. Luizão Goulart tem sua candidatura oficializada pelo Solidariedade. Ney Leprevost tem sua candidatura oficializada pelo União Brasil. |    |    |    |    |     |    |
| 24–25 de julho de 2024          | 24–25 de julho de 2024              | 24–25 de julho de 2024          | Goura Nataraj é confirmado como vice na chapa de Luciano Ducci. Paulo Martins é confirmado como vice na chapa de Eduardo Pimentel. Samuel de Mattos tem sua candidatura oficializada pelo PSTU. | Goura Nataraj é confirmado como vice na chapa de Luciano Ducci. Paulo Martins é confirmado como vice na chapa de Eduardo Pimentel. Samuel de Mattos tem sua candidatura oficializada pelo PSTU. | Goura Nataraj é confirmado como vice na chapa de Luciano Ducci. Paulo Martins é confirmado como vice na chapa de Eduardo Pimentel. Samuel de Mattos tem sua candidatura oficializada pelo PSTU. | Goura Nataraj é confirmado como vice na chapa de Luciano Ducci. Paulo Martins é confirmado como vice na chapa de Eduardo Pimentel. Samuel de Mattos tem sua candidatura oficializada pelo PSTU. | Goura Nataraj é confirmado como vice na chapa de Luciano Ducci. Paulo Martins é confirmado como vice na chapa de Eduardo Pimentel. Samuel de Mattos tem sua candidatura oficializada pelo PSTU. | Goura Nataraj é confirmado como vice na chapa de Luciano Ducci. Paulo Martins é confirmado como vice na chapa de Eduardo Pimentel. Samuel de Mattos tem sua candidatura oficializada pelo PSTU. | Goura Nataraj é confirmado como vice na chapa de Luciano Ducci. Paulo Martins é confirmado como vice na chapa de Eduardo Pimentel. Samuel de Mattos tem sua candidatura oficializada pelo PSTU. | Goura Nataraj é confirmado como vice na chapa de Luciano Ducci. Paulo Martins é confirmado como vice na chapa de Eduardo Pimentel. Samuel de Mattos tem sua candidatura oficializada pelo PSTU. | Goura Nataraj é confirmado como vice na chapa de Luciano Ducci. Paulo Martins é confirmado como vice na chapa de Eduardo Pimentel. Samuel de Mattos tem sua candidatura oficializada pelo PSTU. | Goura Nataraj é confirmado como vice na chapa de Luciano Ducci. Paulo Martins é confirmado como vice na chapa de Eduardo Pimentel. Samuel de Mattos tem sua candidatura oficializada pelo PSTU. | Goura Nataraj é confirmado como vice na chapa de Luciano Ducci. Paulo Martins é confirmado como vice na chapa de Eduardo Pimentel. Samuel de Mattos tem sua candidatura oficializada pelo PSTU. | Goura Nataraj é confirmado como vice na chapa de Luciano Ducci. Paulo Martins é confirmado como vice na chapa de Eduardo Pimentel. Samuel de Mattos tem sua candidatura oficializada pelo PSTU. |    |    |    |    |     |    |
| Fonte                           | Data(s) conduzidas                  | Amostragem                      | Pimentel PSD | Ducci PSB | Leprevost UNIÃO | Requião MOBILIZA | Paulo PL | Richa PSDB | Luizão Solidariedade | Graeml PMB | Goura PDT | Outros | Abst. Indec. | Vantagem |    |    |    |    |     |    |
| Fonte                           | Data(s) conduzidas                  | Amostragem                      | | | | | | | | | | Outros | Abst. Indec. | Vantagem |    |    |    |    |     |    |
| Paraná Pesquisas                | 29 de junho–3 de julho de 2024      | 800                             | 24,1% | 14,9% | 13,6% | 12,4% | — | 10,1% | 1,8% | 3% | — | 5,7% | 14,6% | 9,2% |    |    |    |    |     |    |
| Paraná Pesquisas                | 29 de junho–3 de julho de 2024      | 800                             | 24,8% | 15,4% | 14,5% | 12,9% | — | 10,6% | 1,9% | 3,4% | — | 1,5% | 15,2% | 9,4% |    |    |    |    |     |    |
| Paraná Pesquisas                | 29 de junho–3 de julho de 2024      | 800                             | 27,3% | 17,8% | — | 13,3% | — | 12% | 1,9% | 3,3% | — | 7,2% | 17,5% | 9,5% |    |    |    |    |     |    |
| 27 de maio de 2024              | 27 de maio de 2024                  | 27 de maio de 2024              | O Partido dos Trabalhadores anuncia que irá apoiar a pré-candidatura de Luciano Ducci (PSB) para a prefeitura de Curitiba, inviabilizando a possibilidade de uma candidatura própria na capital. | O Partido dos Trabalhadores anuncia que irá apoiar a pré-candidatura de Luciano Ducci (PSB) para a prefeitura de Curitiba, inviabilizando a possibilidade de uma candidatura própria na capital. | O Partido dos Trabalhadores anuncia que irá apoiar a pré-candidatura de Luciano Ducci (PSB) para a prefeitura de Curitiba, inviabilizando a possibilidade de uma candidatura própria na capital. | O Partido dos Trabalhadores anuncia que irá apoiar a pré-candidatura de Luciano Ducci (PSB) para a prefeitura de Curitiba, inviabilizando a possibilidade de uma candidatura própria na capital. | O Partido dos Trabalhadores anuncia que irá apoiar a pré-candidatura de Luciano Ducci (PSB) para a prefeitura de Curitiba, inviabilizando a possibilidade de uma candidatura própria na capital. | O Partido dos Trabalhadores anuncia que irá apoiar a pré-candidatura de Luciano Ducci (PSB) para a prefeitura de Curitiba, inviabilizando a possibilidade de uma candidatura própria na capital. | O Partido dos Trabalhadores anuncia que irá apoiar a pré-candidatura de Luciano Ducci (PSB) para a prefeitura de Curitiba, inviabilizando a possibilidade de uma candidatura própria na capital. | O Partido dos Trabalhadores anuncia que irá apoiar a pré-candidatura de Luciano Ducci (PSB) para a prefeitura de Curitiba, inviabilizando a possibilidade de uma candidatura própria na capital. | O Partido dos Trabalhadores anuncia que irá apoiar a pré-candidatura de Luciano Ducci (PSB) para a prefeitura de Curitiba, inviabilizando a possibilidade de uma candidatura própria na capital. | O Partido dos Trabalhadores anuncia que irá apoiar a pré-candidatura de Luciano Ducci (PSB) para a prefeitura de Curitiba, inviabilizando a possibilidade de uma candidatura própria na capital. | O Partido dos Trabalhadores anuncia que irá apoiar a pré-candidatura de Luciano Ducci (PSB) para a prefeitura de Curitiba, inviabilizando a possibilidade de uma candidatura própria na capital. | O Partido dos Trabalhadores anuncia que irá apoiar a pré-candidatura de Luciano Ducci (PSB) para a prefeitura de Curitiba, inviabilizando a possibilidade de uma candidatura própria na capital. |    |    |    |    |     |    |
| Fonte                           | Data(s) conduzidas                  | Amostragem                      | Pimentel PSD | Ducci PSB | Leprevost UNIÃO | Requião MOBILIZA | Paulo PL | Richa PSDB | Luizão Solidariedade | Dartora PT | Goura PDT | Outros | Abst. Indec. | Vantagem |    |    |    |    |     |    |
| Fonte                           | Data(s) conduzidas                  | Amostragem                      | | | | | | | | | | Outros | Abst. Indec. | Vantagem |    |    |    |    |     |    |
| Paraná Pesquisas                | 8–13 de maio de 2024                | 800                             | 22,9% | 13,1% | 12,8% | 11% | 6,5% | 8,1% | 1,4% | — | 5,4% | 3,6% | 15,4% | 9,8% |    |    |    |    |     |    |
| Paraná Pesquisas                | 8–13 de maio de 2024                | 800                             | 26,4% | 14,5% | 14,5% | 11,6% | — | 8,4% | 1,6% | — | 5,8% | — | 17,3% | 11,9% |    |    |    |    |     |    |
| Paraná Pesquisas                | 8–13 de maio de 2024                | 800                             | 28,5% | 19,9% | 19,3% | — | — | 10,6% | 2,1% | — | — | — | 19,7% | 8,6% |    |    |    |    |     |    |
| Paraná Pesquisas                | 8–13 de maio de 2024                | 800                             | 34,4% | 24,1% | — | — | — | 13,9% | 2,6% | — | — | — | 25% | 10,3% |    |    |    |    |     |    |
| Paraná Pesquisas                | 8–13 de maio de 2024                | 800                             | 30,4% | 22,9% | 22,8% | — | — | — | 2,5% | — | — | — | 21,5% | 7,5% |    |    |    |    |     |    |
| Futura/100% Cidades             | 7–8 de maio de 2024                 | 800                             | 15,2% | 9,9% | 11,2% | 9,3% | 4,5% | 9,4% | 1,9% | 3,8% | 4,3% | 10,6% | 20% | 4% |    |    |    |    |     |    |
| Futura/100% Cidades             | 7–8 de maio de 2024                 | 800                             | 17,6% | 13,1% | 13,4% | — | 4,8% | 8% | 1,6% | — | 6,4% | 13,7% | 21,2% | 4,2% |    |    |    |    |     |    |
| Futura/100% Cidades             | 7–8 de maio de 2024                 | 800                             | 17,4% | 13,8% | 12,4% | 10,4% | 6,3% | 7,7% | — | 5,8% | — | 5,9% | 20,2% | 3,6% |    |    |    |    |     |    |
| 3 de maio de 2024               | 3 de maio de 2024                   | 3 de maio de 2024               | Deltan Dallagnol anuncia a desistência de sua pré-candidatura à prefeitura de Curitiba. | Deltan Dallagnol anuncia a desistência de sua pré-candidatura à prefeitura de Curitiba. | Deltan Dallagnol anuncia a desistência de sua pré-candidatura à prefeitura de Curitiba. | Deltan Dallagnol anuncia a desistência de sua pré-candidatura à prefeitura de Curitiba. | Deltan Dallagnol anuncia a desistência de sua pré-candidatura à prefeitura de Curitiba. | Deltan Dallagnol anuncia a desistência de sua pré-candidatura à prefeitura de Curitiba. | Deltan Dallagnol anuncia a desistência de sua pré-candidatura à prefeitura de Curitiba. | Deltan Dallagnol anuncia a desistência de sua pré-candidatura à prefeitura de Curitiba. | Deltan Dallagnol anuncia a desistência de sua pré-candidatura à prefeitura de Curitiba. | Deltan Dallagnol anuncia a desistência de sua pré-candidatura à prefeitura de Curitiba. | Deltan Dallagnol anuncia a desistência de sua pré-candidatura à prefeitura de Curitiba. | Deltan Dallagnol anuncia a desistência de sua pré-candidatura à prefeitura de Curitiba. |    |    |    |    |     |    |
| Fonte                           | Data(s) conduzidas                  | Amostragem                      | Pimentel PSD | Ducci PSB | Deltan NOVO | Leprevost UNIÃO | Paulo PL | Richa PSDB | Luizão Solidariedade | Dartora PT | Goura PDT | Outros | Abst. Indec. | Vantagem |    |    |    |    |     |    |
| Fonte                           | Data(s) conduzidas                  | Amostragem                      | | | | | | | | | | Outros | Abst. Indec. | Vantagem |    |    |    |    |     |    |
| AtlasIntel                      | 18–23 de abril de 2024              | 860                             | 17,9% | 3,8% | 18,2% | 7,7% | 18% | 8,7% | 3,1% | 7,9% | 4,4% | 8,4% | 1,9% | 0,2% |    |    |    |    |     |    |
| AtlasIntel                      | 18–23 de abril de 2024              | 860                             | 18,4% | 4,1% | 21,5% | 8,3% | — | 12,7% | 3,8% | — | 9% | 19% | 3,3% | 3,1% |    |    |    |    |     |    |
| AtlasIntel                      | 18–23 de abril de 2024              | 860                             | 20,2% | 7,9% | — | 10,7% | 18,1% | 10,8% | 3,5% | — | — | 13% | 15,9% | 2,1% |    |    |    |    |     |    |
| Instituto Opinião               | 17–19 de abril de 2024              | 1.200                           | 13,1% | 14,1% | 10,8% | 12,5% | 3,7% | 11,7% | 2% | 3,1% | 4,6% | 6,4% | 18,2% | 1% |    |    |    |    |     |    |
| Instituto Opinião               | 17–19 de abril de 2024              | 1.200                           | 19,9% | 21,1% | — | 19,2% | — | — | — | — | — | 13,9% | 26% | 1,2% |    |    |    |    |     |    |
| Instituto Opinião               | 17–19 de abril de 2024              | 1.200                           | 22,6% | 23,5% | — | — | — | 14,7% | — | — | — | 12,6% | 26,7% | 0,9% |    |    |    |    |     |    |
| Ágili Pesquisas                 | 21–25 de março de 2024              | 800                             | 17,84% | 11,93% | 18,72% | — | — | 10,43% | 4,15% | 5,78% | 3,77% | — | 27,39% | 0,88% |    |    |    |    |     |    |
| Ágili Pesquisas                 | 21–25 de março de 2024              | 800                             | 16,56% | 13,05% | 17,94% | 10,16% | — | 9,91% | 5,14% | — | — | — | 27,23% | 1,38% |    |    |    |    |     |    |
| Ágili Pesquisas                 | 21–25 de março de 2024              | 800                             | 18,44% | 13,05% | — | 12,55% | 9,03% | 10,54% | 5,4% | — | — | — | 30,99% | 5,39% |    |    |    |    |     |    |
| Ágili Pesquisas                 | 21–25 de março de 2024              | 800                             | 16,04% | 9,4% | 14,16% | 10,4% | 5,51% | 9,4% | 2,38% | 4,01% | 3,88% | — | 24,81% | 1,88% |    |    |    |    |     |    |
| Paraná Pesquisas                | 15–20 de março de 2024              | 800                             | 17,4% | 15,9% | 11% | 13,1% | 4,9% | 14,5% | 1,9% | — | 5,6% | 2,8% | 13% | 1,5% |    |    |    |    |     |    |
| Paraná Pesquisas                | 15–20 de março de 2024              | 800                             | 21,1% | 20,3% | — | — | 8% | 16,4% | 2,1% | — | 6,1% | 6,9% | 19,2% | 0,8% |    |    |    |    |     |    |
| Paraná Pesquisas                | 15–20 de março de 2024              | 800                             | 25,5% | 23,8% | — | 22,8% | — | — | 3,1% | — | — | 0,9% | 24% | 1,7% |    |    |    |    |     |    |
| Radar Inteligência              | 11–13 de março de 2024              | 816                             | 15,8% | 12,3% | 11,5% | 10,9% | 4,7% | 13,1% | 3,2% | 2,6% | 2,5% | 3,3% | 20,1% | 2,7% |    |    |    |    |     |    |
| Radar Inteligência              | 11–13 de março de 2024              | 816                             | 24% | 17% | — | 19,2% | — | — | — | 3,9% | 3,3% | — | 32,6% | 4,8% |    |    |    |    |     |    |
| Radar Inteligência              | 11–13 de março de 2024              | 816                             | 21,5% | 17,4% | 12% | 16,4% | 4,4% | — | — | — | — | — | 28,3% | 4,1% |    |    |    |    |     |    |
| Radar Inteligência              | 11–13 de março de 2024              | 816                             | 28,3% | 23% | — | — | — | — | — | 4,4% | 3,4% | — | 40,9% | 5,3% |    |    |    |    |     |    |
| 1 de janeiro de 2024            | 1 de janeiro de 2024                | 1 de janeiro de 2024            | O ano eleitoral se inicia. Todas as pesquisas eleitorais, à partir desta data, devem ser registradas no Tribunal Superior Eleitoral. | O ano eleitoral se inicia. Todas as pesquisas eleitorais, à partir desta data, devem ser registradas no Tribunal Superior Eleitoral. | O ano eleitoral se inicia. Todas as pesquisas eleitorais, à partir desta data, devem ser registradas no Tribunal Superior Eleitoral. | O ano eleitoral se inicia. Todas as pesquisas eleitorais, à partir desta data, devem ser registradas no Tribunal Superior Eleitoral. | O ano eleitoral se inicia. Todas as pesquisas eleitorais, à partir desta data, devem ser registradas no Tribunal Superior Eleitoral. | O ano eleitoral se inicia. Todas as pesquisas eleitorais, à partir desta data, devem ser registradas no Tribunal Superior Eleitoral. | O ano eleitoral se inicia. Todas as pesquisas eleitorais, à partir desta data, devem ser registradas no Tribunal Superior Eleitoral. | O ano eleitoral se inicia. Todas as pesquisas eleitorais, à partir desta data, devem ser registradas no Tribunal Superior Eleitoral. | O ano eleitoral se inicia. Todas as pesquisas eleitorais, à partir desta data, devem ser registradas no Tribunal Superior Eleitoral. | O ano eleitoral se inicia. Todas as pesquisas eleitorais, à partir desta data, devem ser registradas no Tribunal Superior Eleitoral. | O ano eleitoral se inicia. Todas as pesquisas eleitorais, à partir desta data, devem ser registradas no Tribunal Superior Eleitoral. | O ano eleitoral se inicia. Todas as pesquisas eleitorais, à partir desta data, devem ser registradas no Tribunal Superior Eleitoral. |    |    |    |    |     |    |
| Fonte                           | Data(s) conduzidas                  | Amostragem                      | Deltan NOVO | Leprevost UNIÃO | Ducci PSB | Pimentel PSD | Richa PSDB | Luizão Solidariedade | Paulo PL | Dartora PT | Goura PDT | Outros | Abst. Indec. | Vantagem |    |    |    |    |     |    |
| Fonte                           | Data(s) conduzidas                  | Amostragem                      | | | | | | | | | | Outros | Abst. Indec. | Vantagem |    |    |    |    |     |    |
| Instituto Veritá                | 13–16 de dezembro de 2023           | 900                             | — | 17% | 16% | 10% | 12% | 4% | 6% | 4% | 5% | 6% | 20% | 1% |    |    |    |    |     |    |
| Ágora Pesquisa                  | 11–19 de dezembro de 2023           | 1.245                           | 5% | 14% | 15% | 10% | 11% | 5% | 2% | 2% | 3% | 12% | 22% | 1% |    |    |    |    |     |    |
| Ágora Pesquisa                  | 11–19 de dezembro de 2023           | 1.245                           | — | 15% | 16% | 12% | — | 6% | 5% | 3% | 3% | 1% | 37% | 1% |    |    |    |    |     |    |
| Ágora Pesquisa                  | 11–19 de dezembro de 2023           | 1.245                           | — | 17% | 20% | 15% | 8% | 7% | — | — | — | — | 35% | 3% |    |    |    |    |     |    |
| Paraná Pesquisas                | 10–12 de dezembro de 2023           | 845                             | — | 16% | 16,2% | 12,5% | 13,5% | 2,7% | 8,4% | 2,8% | 5,1% | 10,3% | 12,4% | 0,2% |    |    |    |    |     |    |
| Paraná Pesquisas                | 10–12 de dezembro de 2023           | 845                             | — | 19,6% | 22,1% | 15,9% | — | 3,4% | 10,8% | — | 7,3% | 6,9% | 14% | 2,5% |    |    |    |    |     |    |
| Paraná Pesquisas                | 10–12 de dezembro de 2023           | 845                             | — | 21,2% | 25,2% | 16,7% | — | — | 11,1% | — | — | 8,4% | 17,4% | 4% |    |    |    |    |     |    |
| Paraná Pesquisas                | 10–12 de dezembro de 2023           | 845                             | — | 23,1% | 27,1% | 19,9% | — | — | — | — | — | 9% | 20,9% | 4% |    |    |    |    |     |    |
| Instituto Veritá                | 5–7 de dezembro de 2023             | 1.002                           | 24,2% | 4,6% | 1,2% | 5,7% | 7,6% | 1,5% | 5,7% | 8,7% | 3,3% | — | 37,5% | 15,5% |    |    |    |    |     |    |
| Instituto Veritá                | 5–7 de dezembro de 2023             | 1.002                           | 26,1% | — | — | 9,8% | — | — | 7,5% | 12,4% | 4,2% | — | 40% | 13,7% |    |    |    |    |     |    |
| 1 de novembro de 2023           | 1 de novembro de 2023               | 1 de novembro de 2023           | Luizão Goulart (Solidariedade) anuncia sua pré-candidatura à prefeitura de Curitiba | Luizão Goulart (Solidariedade) anuncia sua pré-candidatura à prefeitura de Curitiba | Luizão Goulart (Solidariedade) anuncia sua pré-candidatura à prefeitura de Curitiba | Luizão Goulart (Solidariedade) anuncia sua pré-candidatura à prefeitura de Curitiba | Luizão Goulart (Solidariedade) anuncia sua pré-candidatura à prefeitura de Curitiba | Luizão Goulart (Solidariedade) anuncia sua pré-candidatura à prefeitura de Curitiba | Luizão Goulart (Solidariedade) anuncia sua pré-candidatura à prefeitura de Curitiba | Luizão Goulart (Solidariedade) anuncia sua pré-candidatura à prefeitura de Curitiba | Luizão Goulart (Solidariedade) anuncia sua pré-candidatura à prefeitura de Curitiba | Luizão Goulart (Solidariedade) anuncia sua pré-candidatura à prefeitura de Curitiba | Luizão Goulart (Solidariedade) anuncia sua pré-candidatura à prefeitura de Curitiba | Luizão Goulart (Solidariedade) anuncia sua pré-candidatura à prefeitura de Curitiba |    |    |    |    |     |    |
| Fonte                           | Data(s) conduzidas                  | Amostragem                      | Deltan NOVO | Leprevost UNIÃO | Ducci PSB | Pimentel PSD | Richa PSDB | Maria PP | Paulo PL | Dartora PT | Goura PDT | Outros | Abst. Indec. | Vantagem |    |    |    |    |     |    |
| Fonte                           | Data(s) conduzidas                  | Amostragem                      | | | | | | | | | | Outros | Abst. Indec. | Vantagem |    |    |    |    |     |    |
| Paraná Pesquisas                | 26–29 de outubro de 2023            | 805                             | — | — | 25,6% | 14,7% | — | 6,6% | 11,4% | 6,6% | — | 15,3% | 19,8% | 10,9% |    |    |    |    |     |    |
| Paraná Pesquisas                | 26–29 de outubro de 2023            | 805                             | 15,5% | 14,7% | 14,5% | 10,8% | 13,7% | 4,1% | 7,5% | 5,5% | — | — | 13,8% | 0,8% |    |    |    |    |     |    |
| Paraná Pesquisas                | 26–29 de outubro de 2023            | 805                             | 15,8% | 16,3% | 19,8% | 12,4% | — | 5,6% | 8,2% | 6,1% | — | — | 15,9% | 3,5% |    |    |    |    |     |    |
| Paraná Pesquisas                | 26–29 de outubro de 2023            | 805                             | — | 19% | 22,4% | 14% | — | 6,1% | 12,3% | 6,7% | — | — | 19,5% | 3,4% |    |    |    |    |     |    |
| Paraná Pesquisas                | 26–29 de outubro de 2023            | 805                             | — | 19,8% | 28,1% | 17,5% | — | — | — | 9,4% | — | — | 25,2% | 8,3% |    |    |    |    |     |    |
| IRG Pesquisa                    | 4–8 de julho de 2023                | 1.200                           | 22% | 14,2% | 12,6% | 11,3% | 9,1% | — | 6,4% | 6% | 5,4% | — | 12,9% | 7,8% |    |    |    |    |     |    |
| IRG Pesquisa                    | 4–8 de julho de 2023                | 1.200                           | — | 18,2% | 15,5% | 14,3% | 10% | — | 13% | 6% | 6,2% | — | 16,9% | 2,7% |    |    |    |    |     |    |
| Instituto Veritá                | julho de 2023                       | não há                          | — | 5,5% | 5,2% | 10,8% | 4,9% | — | 12,3% | 2,7% | 4,2% | 1,4% | 52% | 1,5% |    |    |    |    |     |    |

### Outros cenários de segundo turno
Estes são cenários hipotéticos de segundo turno entre os pré-candidatos.
Luciano Ducci e Eduardo Pimentel
| Fonte               | Data(s) conduzidas                 | Amostragem | Ducci PSB | Pimentel PSD           | Abst. Indec. | Vantagem |       |     |     |     |     |
| ------------------- | ---------------------------------- | ---------- | --------- | ---------------------- | ------------ | -------- | ----- | --- | --- | --- | --- |
| Fonte               | Data(s) conduzidas                 | Amostragem | Quaest    | 4–5 de outubro de 2024 | Abst. Indec. | Vantagem | 1.002 | 34% | 50% | 16% | 16% |
| Quaest              | 14–16 de setembro de 2024          | 900        | 34%       | 49%                    | 17%          | 15%      |       |     |     |     |     |
| Futura/100% Cidades | 30 de agosto–8 de setembro de 2024 | 800        | 29,9%     | 53,4%                  | 16,7%        | 23,5%    |       |     |     |     |     |
| Futura/100% Cidades | 7–8 de maio de 2024                | 800        | 31,6%     | 39,7%                  | 28,7%        | 8,1%     |       |     |     |     |     |
| Instituto Opinião   | 17–19 de abril de 2024             | 1.200      | 40,7%     | 32,8%                  | 26,5%        | 7,9%     |       |     |     |     |     |
| Radar Inteligência  | 11–13 de março de 2024             | 816        | 28,8%     | 30,6%                  | 40,6%        | 1,8%     |       |     |     |     |     |
| Instituto Veritá    | 13–16 de dezembro de 2023          | 900        | 41%       | 30%                    | 29%          | 11%      |       |     |     |     |     |
| Paraná Pesquisas    | 10–12 de dezembro de 2023          | 845        | 44%       | 31,7%                  | 24,2%        | 12,3%    |       |     |     |     |     |

Ney Leprevost e Eduardo Pimentel
| Fonte               | Data(s) conduzidas                 | Amostragem | Leprevost UNIÃO | Pimentel PSD           | Abst. Indec. | Vantagem |       |     |     |     |     |
| ------------------- | ---------------------------------- | ---------- | --------------- | ---------------------- | ------------ | -------- | ----- | --- | --- | --- | --- |
| Fonte               | Data(s) conduzidas                 | Amostragem | Quaest          | 4–5 de outubro de 2024 | Abst. Indec. | Vantagem | 1.002 | 32% | 50% | 18% | 18% |
| Quaest              | 14–16 de setembro de 2024          | 900        | 31%             | 51%                    | 18%          | 20%      |       |     |     |     |     |
| Futura/100% Cidades | 30 de agosto–8 de setembro de 2024 | 800        | 25,7%           | 53,8%                  | 20,5%        | 28,1%    |       |     |     |     |     |
| Futura/100% Cidades | 7–8 de maio de 2024                | 800        | 34,8%           | 35,1%                  | 30,1%        | 0,3%     |       |     |     |     |     |
| Instituto Opinião   | 17–19 de abril de 2024             | 1.200      | 39,4%           | 31,7%                  | 29%          | 7,7%     |       |     |     |     |     |
| Radar Inteligência  | 11–13 de março de 2024             | 816        | 29,4%           | 31,6%                  | 39%          | 2,2%     |       |     |     |     |     |
| Instituto Veritá    | 13–16 de dezembro de 2023          | 900        | 43%             | 29%                    | 28%          | 14%      |       |     |     |     |     |
| Paraná Pesquisas    | 10–12 de dezembro de 2023          | 845        | 41,8%           | 32,4%                  | 25,8%        | 9,4%     |       |     |     |     |     |

Ney Leprevost e Roberto Requião
| Fonte               | Data(s) conduzidas                 | Amostragem | Leprevost UNIÃO | Requião MOBILIZA          | Abst. Indec. | Vantagem |     |     |     |     |     |
| ------------------- | ---------------------------------- | ---------- | --------------- | ------------------------- | ------------ | -------- | --- | --- | --- | --- | --- |
| Fonte               | Data(s) conduzidas                 | Amostragem | Quaest          | 14–16 de setembro de 2024 | Abst. Indec. | Vantagem | 900 | 47% | 28% | 25% | 19% |
| Futura/100% Cidades | 30 de agosto–8 de setembro de 2024 | 800        | 48,8%           | 26,7%                     | 24,6%        | 22,1%    |     |     |     |     |     |
| Futura/100% Cidades | 7–8 de maio de 2024                | 800        | 43,4%           | 27,6%                     | 28,9%        | 15,8%    |     |     |     |     |     |

Eduardo Pimentel e Roberto Requião
| Fonte               | Data(s) conduzidas                 | Amostragem | Pimentel PSD | Requião MOBILIZA       | Abst. Indec. | Vantagem |       |     |     |     |     |
| ------------------- | ---------------------------------- | ---------- | ------------ | ---------------------- | ------------ | -------- | ----- | --- | --- | --- | --- |
| Fonte               | Data(s) conduzidas                 | Amostragem | Quaest       | 4–5 de outubro de 2024 | Abst. Indec. | Vantagem | 1.002 | 59% | 24% | 17% | 35% |
| Quaest              | 14–16 de setembro de 2024          | 900        | 58%          | 26%                    | 16%          | 32%      |       |     |     |     |     |
| Futura/100% Cidades | 30 de agosto–8 de setembro de 2024 | 800        | 59,9%        | 25,4%                  | 14,7%        | 34,5%    |       |     |     |     |     |
| Futura/100% Cidades | 7–8 de maio de 2024                | 800        | 45,7%        | 28,6%                  | 25,7%        | 17,1%    |       |     |     |     |     |

Luciano Ducci e Ney Leprevost
| Fonte               | Data(s) conduzidas                 | Amostragem | Ducci PSB | Leprevost UNIÃO           | Abst. Indec. | Vantagem |     |     |     |     |    |
| ------------------- | ---------------------------------- | ---------- | --------- | ------------------------- | ------------ | -------- | --- | --- | --- | --- | -- |
| Fonte               | Data(s) conduzidas                 | Amostragem | Quaest    | 14–16 de setembro de 2024 | Abst. Indec. | Vantagem | 900 | 41% | 37% | 22% | 4% |
| Futura/100% Cidades | 30 de agosto–8 de setembro de 2024 | 800        | 43,7%     | 32,2%                     | 24%          | 11,5%    |     |     |     |     |    |
| Futura/100% Cidades | 7–8 de maio de 2024                | 800        | 34,4%     | 32,8%                     | 32,8%        | 1,6%     |     |     |     |     |    |
| Instituto Opinião   | 17–19 de abril de 2024             | 1.200      | 39,3%     | 33,4%                     | 27,3%        | 5,9%     |     |     |     |     |    |
| Instituto Veritá    | 13–16 de dezembro de 2023          | 900        | 35%       | 38%                       | 27%          | 3%       |     |     |     |     |    |
| Paraná Pesquisas    | 10–12 de dezembro de 2023          | 845        | 40,4%     | 35,1%                     | 24,5%        | 5,3%     |     |     |     |     |    |

Luciano Ducci e Roberto Requião
| Fonte               | Data(s) conduzidas                 | Amostragem | Ducci PSB | Requião MOBILIZA          | Abst. Indec. | Vantagem |     |     |     |     |     |
| ------------------- | ---------------------------------- | ---------- | --------- | ------------------------- | ------------ | -------- | --- | --- | --- | --- | --- |
| Fonte               | Data(s) conduzidas                 | Amostragem | Quaest    | 14–16 de setembro de 2024 | Abst. Indec. | Vantagem | 900 | 46% | 25% | 29% | 21% |
| Futura/100% Cidades | 30 de agosto–8 de setembro de 2024 | 800        | 48,7%     | 19%                       | 32,2%        | 29,7%    |     |     |     |     |     |
| Futura/100% Cidades | 7–8 de maio de 2024                | 800        | 40,6%     | 25,4%                     | 34%          | 15,2%    |     |     |     |     |     |

Eduardo Pimentel e Deltan Dallagnol (desistente)
| Fonte | Data(s) conduzidas | Amostragem | Pimentel PSD       | Deltan NOVO            | Abst. Indec. | Vantagem |     |       |       |       |       |
| ----- | ------------------ | ---------- | ------------------ | ---------------------- | ------------ | -------- | --- | ----- | ----- | ----- | ----- |
| Fonte | Data(s) conduzidas | Amostragem | Radar Inteligência | 11–13 de março de 2024 | Abst. Indec. | Vantagem | 816 | 35,1% | 20,5% | 44,4% | 14,6% |

### Rejeição
Em algumas pesquisas de opinião, o entrevistado pode escolher mais de uma alternativa (a chamada “rejeição múltipla”), portanto, a soma dos percentuais de todos os candidatos pode ultrapassar 100% dos votos em alguns cenários.
| Fonte                           | Data(s) conduzidas                  | Amostragem                      | Requião MOBILIZA | Ducci PSB | Pimentel PSD | Leprevost UNIÃO | Victoria PP | Caldas PSOL | Graeml PMB | Luizão Solidariedade | Mattos PSTU | Bombardelli PCO | Poderia votar em todos | Abst. Indec. | Abst. Indec. |
| ------------------------------- | ----------------------------------- | ------------------------------- | --- | --- | --- | --- | --- | --- | --- | --- | --- | --- | --- | --- | --- |
| Instituto IRG                   | 1–4 de outubro de 2024              | 800                             | 28,8% | 16,1% | 14,1% | 5,9% | 4,8% | 3,3% | 3,3% | 1% | 0,6% | 0,5% | — | 21,6% | 21,6% |
| Atlas/Intel                     | 29 de setembro–4 de outubro de 2024 | 1.616                           | 70% | 54% | 48% | 43% | 45% | 18% | 24% | 20% | — | — | — | — | — |
| 3 de outubro de 2024            | 3 de outubro de 2024                | 3 de outubro de 2024            | Término do período de propaganda eleitoral obrigatória em rádio e televisão, além do debate na RPC. | Término do período de propaganda eleitoral obrigatória em rádio e televisão, além do debate na RPC. | Término do período de propaganda eleitoral obrigatória em rádio e televisão, além do debate na RPC. | Término do período de propaganda eleitoral obrigatória em rádio e televisão, além do debate na RPC. | Término do período de propaganda eleitoral obrigatória em rádio e televisão, além do debate na RPC. | Término do período de propaganda eleitoral obrigatória em rádio e televisão, além do debate na RPC. | Término do período de propaganda eleitoral obrigatória em rádio e televisão, além do debate na RPC. | Término do período de propaganda eleitoral obrigatória em rádio e televisão, além do debate na RPC. | Término do período de propaganda eleitoral obrigatória em rádio e televisão, além do debate na RPC. | Término do período de propaganda eleitoral obrigatória em rádio e televisão, além do debate na RPC. | Término do período de propaganda eleitoral obrigatória em rádio e televisão, além do debate na RPC. | Término do período de propaganda eleitoral obrigatória em rádio e televisão, além do debate na RPC. | Término do período de propaganda eleitoral obrigatória em rádio e televisão, além do debate na RPC. |
| Fonte                           | Data(s) conduzidas                  | Amostragem                      | Requião MOBILIZA | Ducci PSB | Leprevost UNIÃO | Victoria PP | Pimentel PSD | Luizão Solidariedade | Graeml PMB | Caldas PSOL | Bombardelli PCO | Mattos PSTU | Poderia votar em todos | Abst. Indec. | Abst. Indec. |
| Instituto Radar                 | 21–23 de setembro de 2024           | 816                             | 24,4% | 11,7% | 8,1% | 9,8% | 8,5% | 3,9% | 3,9% | 4% | 3,5% | 3,1% | — | 19,1% | 19,1% |
| Instituto IRG                   | 13–17 de setembro de 2024           | 800                             | 35% | 13,3% | 6,9% | 6,1% | 12% | 1,1% | 2,9% | 1,8% | 0,4% | 0,5% | — | 20,1% | 20,1% |
| Quaest                          | 14–16 de setembro de 2024           | 900                             | 60% | 42% | 40% | 43% | 26% | 21% | 15% | 11% | 11% | 10% | — | — | — |
| Paraná Pesquisas                | 7–10 de setembro de 2024            | 800                             | 38,6% | 18,9% | 12,8% | 16,1% | 14% | 8,9% | 7,6% | 7,5% | 5,5% | 6,1% | 5,9% | 13,5% | 13,5% |
| Futura/100% Cidades             | 30 de agosto–8 de setembro de 2024  | 800                             | 50,4% | 21,2% | 14,5% | 23,4% | 12,1% | — | — | 13,4% | — | — | — | — | — |
| Linear/Plural                   | 2–5 de setembro de 2024             | 801                             | 31,92% | 10,22% | 7,48% | 7,48% | 4,74% | 1,87% | 2,12% | 2,12% | 1,37% | 1,75% | — | 28,93% | 28,93% |
| Atlas/Intel                     | 22–27 de agosto de 2024             | 1.209                           | 67% | 62% | 43% | 52% | 31% | 26% | 25% | 20% | — | — | — | — | — |
| Quaest                          | 24–26 de agosto de 2024             | 900                             | 51% | 37% | 35% | 28% | 31% | 16% | 11% | 9% | 8% | 8% | — | — | — |
| Instituto IRG                   | 22– 26 de agosto de 2024            | 1.000                           | 35,2% | 10% | 6,9% | 5,4% | 6,9% | 1,6% | 2,5% | 1,9% | 2,2% | 1,9% | — | 27,9% | 27,9% |
| Instituto Radar                 | 19– 21 de agosto de 2024            | 816                             | 27% | 14,1% | 8% | 7,9% | 6,7% | 3,9% | 3,4% | 2,3% | 2,2% | 1,9% | — | 23,6% | 23,6% |
| 5–7 de agosto de 2024           | 5–7 de agosto de 2024               | 5–7 de agosto de 2024           | Beto Richa desiste da sua pré-candidatura, afirmando que a Federação PSDB-Cidadania ficará neutra nessa eleição. Cristina Graeml teve sua candidatura oficializada pelo PMB em meio a uma disputa judicial que levou à dissolução das executivas locais e à suspensão da convenção. O Tribunal Superior Eleitoral terá a palavra final sobre a sua permanência nas urnas. | Beto Richa desiste da sua pré-candidatura, afirmando que a Federação PSDB-Cidadania ficará neutra nessa eleição. Cristina Graeml teve sua candidatura oficializada pelo PMB em meio a uma disputa judicial que levou à dissolução das executivas locais e à suspensão da convenção. O Tribunal Superior Eleitoral terá a palavra final sobre a sua permanência nas urnas. | Beto Richa desiste da sua pré-candidatura, afirmando que a Federação PSDB-Cidadania ficará neutra nessa eleição. Cristina Graeml teve sua candidatura oficializada pelo PMB em meio a uma disputa judicial que levou à dissolução das executivas locais e à suspensão da convenção. O Tribunal Superior Eleitoral terá a palavra final sobre a sua permanência nas urnas. | Beto Richa desiste da sua pré-candidatura, afirmando que a Federação PSDB-Cidadania ficará neutra nessa eleição. Cristina Graeml teve sua candidatura oficializada pelo PMB em meio a uma disputa judicial que levou à dissolução das executivas locais e à suspensão da convenção. O Tribunal Superior Eleitoral terá a palavra final sobre a sua permanência nas urnas. | Beto Richa desiste da sua pré-candidatura, afirmando que a Federação PSDB-Cidadania ficará neutra nessa eleição. Cristina Graeml teve sua candidatura oficializada pelo PMB em meio a uma disputa judicial que levou à dissolução das executivas locais e à suspensão da convenção. O Tribunal Superior Eleitoral terá a palavra final sobre a sua permanência nas urnas. | Beto Richa desiste da sua pré-candidatura, afirmando que a Federação PSDB-Cidadania ficará neutra nessa eleição. Cristina Graeml teve sua candidatura oficializada pelo PMB em meio a uma disputa judicial que levou à dissolução das executivas locais e à suspensão da convenção. O Tribunal Superior Eleitoral terá a palavra final sobre a sua permanência nas urnas. | Beto Richa desiste da sua pré-candidatura, afirmando que a Federação PSDB-Cidadania ficará neutra nessa eleição. Cristina Graeml teve sua candidatura oficializada pelo PMB em meio a uma disputa judicial que levou à dissolução das executivas locais e à suspensão da convenção. O Tribunal Superior Eleitoral terá a palavra final sobre a sua permanência nas urnas. | Beto Richa desiste da sua pré-candidatura, afirmando que a Federação PSDB-Cidadania ficará neutra nessa eleição. Cristina Graeml teve sua candidatura oficializada pelo PMB em meio a uma disputa judicial que levou à dissolução das executivas locais e à suspensão da convenção. O Tribunal Superior Eleitoral terá a palavra final sobre a sua permanência nas urnas. | Beto Richa desiste da sua pré-candidatura, afirmando que a Federação PSDB-Cidadania ficará neutra nessa eleição. Cristina Graeml teve sua candidatura oficializada pelo PMB em meio a uma disputa judicial que levou à dissolução das executivas locais e à suspensão da convenção. O Tribunal Superior Eleitoral terá a palavra final sobre a sua permanência nas urnas. | Beto Richa desiste da sua pré-candidatura, afirmando que a Federação PSDB-Cidadania ficará neutra nessa eleição. Cristina Graeml teve sua candidatura oficializada pelo PMB em meio a uma disputa judicial que levou à dissolução das executivas locais e à suspensão da convenção. O Tribunal Superior Eleitoral terá a palavra final sobre a sua permanência nas urnas. | Beto Richa desiste da sua pré-candidatura, afirmando que a Federação PSDB-Cidadania ficará neutra nessa eleição. Cristina Graeml teve sua candidatura oficializada pelo PMB em meio a uma disputa judicial que levou à dissolução das executivas locais e à suspensão da convenção. O Tribunal Superior Eleitoral terá a palavra final sobre a sua permanência nas urnas. | Beto Richa desiste da sua pré-candidatura, afirmando que a Federação PSDB-Cidadania ficará neutra nessa eleição. Cristina Graeml teve sua candidatura oficializada pelo PMB em meio a uma disputa judicial que levou à dissolução das executivas locais e à suspensão da convenção. O Tribunal Superior Eleitoral terá a palavra final sobre a sua permanência nas urnas. | Beto Richa desiste da sua pré-candidatura, afirmando que a Federação PSDB-Cidadania ficará neutra nessa eleição. Cristina Graeml teve sua candidatura oficializada pelo PMB em meio a uma disputa judicial que levou à dissolução das executivas locais e à suspensão da convenção. O Tribunal Superior Eleitoral terá a palavra final sobre a sua permanência nas urnas. |
| 3–4 de agosto de 2024           | 3–4 de agosto de 2024               | 3–4 de agosto de 2024           | Maria Victoria, Roberto Requião e Eduardo Pimentel tem suas candidaturas oficializadas por seus partidos. Felipe Bombardelli tem sua candidatura oficializada pelo PCO. | Maria Victoria, Roberto Requião e Eduardo Pimentel tem suas candidaturas oficializadas por seus partidos. Felipe Bombardelli tem sua candidatura oficializada pelo PCO. | Maria Victoria, Roberto Requião e Eduardo Pimentel tem suas candidaturas oficializadas por seus partidos. Felipe Bombardelli tem sua candidatura oficializada pelo PCO. | Maria Victoria, Roberto Requião e Eduardo Pimentel tem suas candidaturas oficializadas por seus partidos. Felipe Bombardelli tem sua candidatura oficializada pelo PCO. | Maria Victoria, Roberto Requião e Eduardo Pimentel tem suas candidaturas oficializadas por seus partidos. Felipe Bombardelli tem sua candidatura oficializada pelo PCO. | Maria Victoria, Roberto Requião e Eduardo Pimentel tem suas candidaturas oficializadas por seus partidos. Felipe Bombardelli tem sua candidatura oficializada pelo PCO. | Maria Victoria, Roberto Requião e Eduardo Pimentel tem suas candidaturas oficializadas por seus partidos. Felipe Bombardelli tem sua candidatura oficializada pelo PCO. | Maria Victoria, Roberto Requião e Eduardo Pimentel tem suas candidaturas oficializadas por seus partidos. Felipe Bombardelli tem sua candidatura oficializada pelo PCO. | Maria Victoria, Roberto Requião e Eduardo Pimentel tem suas candidaturas oficializadas por seus partidos. Felipe Bombardelli tem sua candidatura oficializada pelo PCO. | Maria Victoria, Roberto Requião e Eduardo Pimentel tem suas candidaturas oficializadas por seus partidos. Felipe Bombardelli tem sua candidatura oficializada pelo PCO. | Maria Victoria, Roberto Requião e Eduardo Pimentel tem suas candidaturas oficializadas por seus partidos. Felipe Bombardelli tem sua candidatura oficializada pelo PCO. | Maria Victoria, Roberto Requião e Eduardo Pimentel tem suas candidaturas oficializadas por seus partidos. Felipe Bombardelli tem sua candidatura oficializada pelo PCO. | Maria Victoria, Roberto Requião e Eduardo Pimentel tem suas candidaturas oficializadas por seus partidos. Felipe Bombardelli tem sua candidatura oficializada pelo PCO. |
| 27 de julho–2 de agosto de 2024 | 27 de julho–2 de agosto de 2024     | 27 de julho–2 de agosto de 2024 | Andrea Caldas tem sua candidatura oficializada pela Federação PSOL REDE. Luizão Goulart tem sua candidatura oficializada pelo Solidariedade. Ney Leprevost tem sua candidatura oficializada pelo União Brasil. | Andrea Caldas tem sua candidatura oficializada pela Federação PSOL REDE. Luizão Goulart tem sua candidatura oficializada pelo Solidariedade. Ney Leprevost tem sua candidatura oficializada pelo União Brasil. | Andrea Caldas tem sua candidatura oficializada pela Federação PSOL REDE. Luizão Goulart tem sua candidatura oficializada pelo Solidariedade. Ney Leprevost tem sua candidatura oficializada pelo União Brasil. | Andrea Caldas tem sua candidatura oficializada pela Federação PSOL REDE. Luizão Goulart tem sua candidatura oficializada pelo Solidariedade. Ney Leprevost tem sua candidatura oficializada pelo União Brasil. | Andrea Caldas tem sua candidatura oficializada pela Federação PSOL REDE. Luizão Goulart tem sua candidatura oficializada pelo Solidariedade. Ney Leprevost tem sua candidatura oficializada pelo União Brasil. | Andrea Caldas tem sua candidatura oficializada pela Federação PSOL REDE. Luizão Goulart tem sua candidatura oficializada pelo Solidariedade. Ney Leprevost tem sua candidatura oficializada pelo União Brasil. | Andrea Caldas tem sua candidatura oficializada pela Federação PSOL REDE. Luizão Goulart tem sua candidatura oficializada pelo Solidariedade. Ney Leprevost tem sua candidatura oficializada pelo União Brasil. | Andrea Caldas tem sua candidatura oficializada pela Federação PSOL REDE. Luizão Goulart tem sua candidatura oficializada pelo Solidariedade. Ney Leprevost tem sua candidatura oficializada pelo União Brasil. | Andrea Caldas tem sua candidatura oficializada pela Federação PSOL REDE. Luizão Goulart tem sua candidatura oficializada pelo Solidariedade. Ney Leprevost tem sua candidatura oficializada pelo União Brasil. | Andrea Caldas tem sua candidatura oficializada pela Federação PSOL REDE. Luizão Goulart tem sua candidatura oficializada pelo Solidariedade. Ney Leprevost tem sua candidatura oficializada pelo União Brasil. | Andrea Caldas tem sua candidatura oficializada pela Federação PSOL REDE. Luizão Goulart tem sua candidatura oficializada pelo Solidariedade. Ney Leprevost tem sua candidatura oficializada pelo União Brasil. | Andrea Caldas tem sua candidatura oficializada pela Federação PSOL REDE. Luizão Goulart tem sua candidatura oficializada pelo Solidariedade. Ney Leprevost tem sua candidatura oficializada pelo União Brasil. | Andrea Caldas tem sua candidatura oficializada pela Federação PSOL REDE. Luizão Goulart tem sua candidatura oficializada pelo Solidariedade. Ney Leprevost tem sua candidatura oficializada pelo União Brasil. |
| 24–25 de julho de 2024          | 24–25 de julho de 2024              | 24–25 de julho de 2024          | Goura Nataraj é confirmado como vice na chapa de Luciano Ducci. Paulo Martins é confirmado como vice na chapa de Eduardo Pimentel. Samuel de Mattos tem sua candidatura oficializada pelo PSTU. | Goura Nataraj é confirmado como vice na chapa de Luciano Ducci. Paulo Martins é confirmado como vice na chapa de Eduardo Pimentel. Samuel de Mattos tem sua candidatura oficializada pelo PSTU. | Goura Nataraj é confirmado como vice na chapa de Luciano Ducci. Paulo Martins é confirmado como vice na chapa de Eduardo Pimentel. Samuel de Mattos tem sua candidatura oficializada pelo PSTU. | Goura Nataraj é confirmado como vice na chapa de Luciano Ducci. Paulo Martins é confirmado como vice na chapa de Eduardo Pimentel. Samuel de Mattos tem sua candidatura oficializada pelo PSTU. | Goura Nataraj é confirmado como vice na chapa de Luciano Ducci. Paulo Martins é confirmado como vice na chapa de Eduardo Pimentel. Samuel de Mattos tem sua candidatura oficializada pelo PSTU. | Goura Nataraj é confirmado como vice na chapa de Luciano Ducci. Paulo Martins é confirmado como vice na chapa de Eduardo Pimentel. Samuel de Mattos tem sua candidatura oficializada pelo PSTU. | Goura Nataraj é confirmado como vice na chapa de Luciano Ducci. Paulo Martins é confirmado como vice na chapa de Eduardo Pimentel. Samuel de Mattos tem sua candidatura oficializada pelo PSTU. | Goura Nataraj é confirmado como vice na chapa de Luciano Ducci. Paulo Martins é confirmado como vice na chapa de Eduardo Pimentel. Samuel de Mattos tem sua candidatura oficializada pelo PSTU. | Goura Nataraj é confirmado como vice na chapa de Luciano Ducci. Paulo Martins é confirmado como vice na chapa de Eduardo Pimentel. Samuel de Mattos tem sua candidatura oficializada pelo PSTU. | Goura Nataraj é confirmado como vice na chapa de Luciano Ducci. Paulo Martins é confirmado como vice na chapa de Eduardo Pimentel. Samuel de Mattos tem sua candidatura oficializada pelo PSTU. | Goura Nataraj é confirmado como vice na chapa de Luciano Ducci. Paulo Martins é confirmado como vice na chapa de Eduardo Pimentel. Samuel de Mattos tem sua candidatura oficializada pelo PSTU. | Goura Nataraj é confirmado como vice na chapa de Luciano Ducci. Paulo Martins é confirmado como vice na chapa de Eduardo Pimentel. Samuel de Mattos tem sua candidatura oficializada pelo PSTU. | Goura Nataraj é confirmado como vice na chapa de Luciano Ducci. Paulo Martins é confirmado como vice na chapa de Eduardo Pimentel. Samuel de Mattos tem sua candidatura oficializada pelo PSTU. |
| Fonte                           | Data(s) conduzidas                  | Amostragem                      | Richa PSDB | Requião MOBILIZA | Goura PDT | Ducci PSB | Luizão Solidariedade | Caldas PSOL | Leprevost UNIÃO | Pimentel PSD | Paulo PL | Graeml PMB | Poderia votar em todos | Outros | Abst. Indec. |
| Paraná Pesquisas                | 29 de junho– 3 de julho de 2024     | 800                             | 49% | 37,6% | — | 17,4% | 11,1% | 8% | 13,8% | 12,6% | — | 7,2% | 4% | 18,5% | 8,9% |
| 27 de maio de 2024              | 27 de maio de 2024                  | 27 de maio de 2024              | O Partido dos Trabalhadores anuncia que irá apoiar a pré-candidatura de Luciano Ducci (PSB) para a prefeitura de Curitiba, inviabilizando a possibilidade de uma candidatura própria na capital. | O Partido dos Trabalhadores anuncia que irá apoiar a pré-candidatura de Luciano Ducci (PSB) para a prefeitura de Curitiba, inviabilizando a possibilidade de uma candidatura própria na capital. | O Partido dos Trabalhadores anuncia que irá apoiar a pré-candidatura de Luciano Ducci (PSB) para a prefeitura de Curitiba, inviabilizando a possibilidade de uma candidatura própria na capital. | O Partido dos Trabalhadores anuncia que irá apoiar a pré-candidatura de Luciano Ducci (PSB) para a prefeitura de Curitiba, inviabilizando a possibilidade de uma candidatura própria na capital. | O Partido dos Trabalhadores anuncia que irá apoiar a pré-candidatura de Luciano Ducci (PSB) para a prefeitura de Curitiba, inviabilizando a possibilidade de uma candidatura própria na capital. | O Partido dos Trabalhadores anuncia que irá apoiar a pré-candidatura de Luciano Ducci (PSB) para a prefeitura de Curitiba, inviabilizando a possibilidade de uma candidatura própria na capital. | O Partido dos Trabalhadores anuncia que irá apoiar a pré-candidatura de Luciano Ducci (PSB) para a prefeitura de Curitiba, inviabilizando a possibilidade de uma candidatura própria na capital. | O Partido dos Trabalhadores anuncia que irá apoiar a pré-candidatura de Luciano Ducci (PSB) para a prefeitura de Curitiba, inviabilizando a possibilidade de uma candidatura própria na capital. | O Partido dos Trabalhadores anuncia que irá apoiar a pré-candidatura de Luciano Ducci (PSB) para a prefeitura de Curitiba, inviabilizando a possibilidade de uma candidatura própria na capital. | O Partido dos Trabalhadores anuncia que irá apoiar a pré-candidatura de Luciano Ducci (PSB) para a prefeitura de Curitiba, inviabilizando a possibilidade de uma candidatura própria na capital. | O Partido dos Trabalhadores anuncia que irá apoiar a pré-candidatura de Luciano Ducci (PSB) para a prefeitura de Curitiba, inviabilizando a possibilidade de uma candidatura própria na capital. | O Partido dos Trabalhadores anuncia que irá apoiar a pré-candidatura de Luciano Ducci (PSB) para a prefeitura de Curitiba, inviabilizando a possibilidade de uma candidatura própria na capital. | O Partido dos Trabalhadores anuncia que irá apoiar a pré-candidatura de Luciano Ducci (PSB) para a prefeitura de Curitiba, inviabilizando a possibilidade de uma candidatura própria na capital. |
| Fonte                           | Data(s) conduzidas                  | Amostragem                      | Richa PSDB | Requião MOBILIZA | Goura PDT | Ducci PSB | Luizão Solidariedade | Dartora PT | Leprevost UNIÃO | Pimentel PSD | Paulo PL | Graeml PMB | Poderia votar em todos | Outros | Abst. Indec. |
| Paraná Pesquisas                | 8–13 de maio de 2024                | 800                             | 56,3% | 41,3% | 12,1% | 16% | 10,3% | — | 12% | 10,8% | 10,8% | 9,9% | 3,1% | 37,2% | 7,8% |
| 3 de maio de 2024               | 3 de maio de 2024                   | 3 de maio de 2024               | Deltan Dallagnol anuncia a desistência de sua pré-candidatura à prefeitura de Curitiba. | Deltan Dallagnol anuncia a desistência de sua pré-candidatura à prefeitura de Curitiba. | Deltan Dallagnol anuncia a desistência de sua pré-candidatura à prefeitura de Curitiba. | Deltan Dallagnol anuncia a desistência de sua pré-candidatura à prefeitura de Curitiba. | Deltan Dallagnol anuncia a desistência de sua pré-candidatura à prefeitura de Curitiba. | Deltan Dallagnol anuncia a desistência de sua pré-candidatura à prefeitura de Curitiba. | Deltan Dallagnol anuncia a desistência de sua pré-candidatura à prefeitura de Curitiba. | Deltan Dallagnol anuncia a desistência de sua pré-candidatura à prefeitura de Curitiba. | Deltan Dallagnol anuncia a desistência de sua pré-candidatura à prefeitura de Curitiba. | Deltan Dallagnol anuncia a desistência de sua pré-candidatura à prefeitura de Curitiba. | Deltan Dallagnol anuncia a desistência de sua pré-candidatura à prefeitura de Curitiba. | Deltan Dallagnol anuncia a desistência de sua pré-candidatura à prefeitura de Curitiba. | Deltan Dallagnol anuncia a desistência de sua pré-candidatura à prefeitura de Curitiba. |
| Fonte                           | Data(s) conduzidas                  | Amostragem                      | Richa PSDB | Maria PP | Goura PDT | Ducci PSB | Luizão Solidariedade | Dartora PT | Leprevost UNIÃO | Pimentel PSD | Paulo PL | Deltan NOVO | Poderia votar em todos | Outros | Abst. Indec. |
| Instituto Opinião               | 17–19 de abril de 2024              | 1200                            | 51,6% | 11% | 13% | 10,7% | 4,8% | 7,8% | 7,8% | 8,7% | 8,5% | 10,9% | 3,4% | 18,4% | 9,3% |
| Ágili Pesquisas                 | 21–25 de março de 2024              | 800                             | 43,11% | — | 2,51% | 6,27% | 1,38% | 7,39% | 3,38% | 4,26% | 1,75% | 6,14% | — | — | — |
| Paraná Pesquisas                | 15–20 de março de 2024              | 800                             | 47,4% | — | 12% | 15,9% | 6,9% | — | 11,5% | 8,1% | 8,9% | 12,5% | 5,3% | 26,9% | 13,3% |
| Instituto Veritá                | 13–16 de dezembro de 2023           | 900                             | 55% | 20% | 16% | 13% | 13% | 13% | 11% | 9% | 9% | — | — | 13% | — |
| Ágora Pesquisa                  | 11–19 de dezembro de 2023           | 1.245                           | 31% | 6% | 6% | 9% | 1% | 3% | 6% | 4% | <1% | 4% | — | ≈8% | 20% |
| Paraná Pesquisas                | 10–12 de dezembro de 2023           | 845                             | 50,8% | 8,9% | 12% | 11,7% | 7,2% | 6,5% | 9,3% | 8,5% | 7,8% | — | 9,8% | 14,5% | 20,7% |

## Resultados

### Prefeitura
Fonte: TSE
| Candidato(a)                                             | Candidato(a)                                             | Vice                                                     | 1º turno 6 de outubro de 2024 | 1º turno 6 de outubro de 2024 | 2º turno 27 de outubro de 2024 | 2º turno 27 de outubro de 2024 |
| Candidato(a)                                             | Candidato(a)                                             | Vice                                                     | Votação                       | Votação                       | Votação                        | Votação                        |
| Candidato(a)                                             | Candidato(a)                                             | Vice                                                     | Total                         | Percentagem                   | Total                          | Percentagem                    |
| -------------------------------------------------------- | -------------------------------------------------------- | -------------------------------------------------------- | ----------------------------- | ----------------------------- | ------------------------------ | ------------------------------ |
|                                                          | Eduardo Pimentel (PSD)                                   | Paulo Martins (PL)                                       | 313.347                       | 33,51%                        | 531.029                        | 57,64%                         |
|                                                          | Cristina Graeml (PMB)                                    | Jairo Ferreira Filho (PMB)                               | 291.523                       | 31,17%                        | 390.254                        | 42,36%                         |
|                                                          | Luciano Ducci (PSB)                                      | Goura Nataraj (PDT)                                      | 181.770                       | 19,44%                        | Não participaram               | Não participaram               |
|                                                          | Ney Leprevost (UNIÃO)                                    | Rosangela Moro (UNIÃO)                                   | 60.675                        | 6,49%                         | Não participaram               | Não participaram               |
|                                                          | Luizão Goulart (Solidariedade)                           | Tiago Chico (Solidariedade)                              | 41.271                        | 4,41%                         | Não participaram               | Não participaram               |
|                                                          | Maria Victoria (PP)                                      | Walter Petruzziello (PP)                                 | 20.497                        | 2,19%                         | Não participaram               | Não participaram               |
|                                                          | Roberto Requião (MOBILIZA)                               | Marcelo Henrique (MOBILIZA)                              | 17.155                        | 1,83%                         | Não participaram               | Não participaram               |
|                                                          | Andrea Caldas (PSOL)                                     | Letícia Faria (PSOL)                                     | 8.021                         | 0,86%                         | Não participaram               | Não participaram               |
|                                                          | Samuel de Mattos (PSTU)                                  | Leonardo Martinez (PSTU)                                 | 569                           | 0,06%                         | Não participaram               | Não participaram               |
|                                                          | Felipe Bombardelli (PCO)                                 | Paulo Costycha (PCO)                                     | 341                           | 0,04%                         | Não participaram               | Não participaram               |
| → Total de votos válidos                                 | → Total de votos válidos                                 | → Total de votos válidos                                 | 935.169                       | 90,90%                        | 921.283                        | 92,94%                         |
| → Votos em branco                                        | → Votos em branco                                        | → Votos em branco                                        | 45.913                        | 4,46%                         | 28.949                         | 2,92%                          |
| → Votos nulos                                            | → Votos nulos                                            | → Votos nulos                                            | 47.728                        | 4,64%                         | 41.082                         | 4,14%                          |
| Total                                                    | Total                                                    | Total                                                    | 1.028.810                     | 72,24%                        | 991.314                        | 69,63%                         |
| Abstenções                                               | Abstenções                                               | Abstenções                                               | 395.216                       | 27,76%                        | 432.408                        | 30,37%                         |
| Total de inscritos                                       | Total de inscritos                                       | Total de inscritos                                       | 1.424.026                     | 100%                          | 1.424.026                      | 100%                           |
| Relação da população municipal ao total de votos válidos | Relação da população municipal ao total de votos válidos | Relação da população municipal ao total de votos válidos | 1.773.733                     | 58,00%                        | 1.773.733                      | 51,94%                         |
| Relação da população municipal ao total de inscritos     | Relação da população municipal ao total de inscritos     | Relação da população municipal ao total de inscritos     | 1.773.733                     | 80,28%                        | 1.773.733                      | 55,89%                         |

| Partido | Partido       | Candidato          | Votos   | Votos (%) |
| ------- | ------------- | ------------------ | ------- | --------- |
|         | PSD           | Eduardo Pimentel   | 313 347 | 33,51%    |
|         | PMB           | Cristina Graeml    | 291 523 | 31,17%    |
|         | PSB           | Luciano Ducci      | 181 770 | 19,44%    |
|         | UNIÃO         | Ney Leprevost      | 60 675  | 6,49%     |
|         | Solidariedade | Luizão Goulart     | 41 271  | 4,41%     |
|         | PP            | Maria Victoria     | 20 497  | 2,19%     |
|         | MOBILIZA      | Roberto Requião    | 17 155  | 1,83%     |
|         | PSOL          | Andrea Caldas      | 8 021   | 0,86%     |
|         | PSTU          | Samuel de Mattos   | 569     | 0,06%     |
|         | PCO           | Felipe Bombardelli | 341     | 0,04%     |
| Totais  | Totais        | Totais             | 935 169 |           |

| Partido | Partido | Candidato        | Votos   | Votos (%) |
| ------- | ------- | ---------------- | ------- | --------- |
|         | PSD     | Eduardo Pimentel | 531 029 | 57,64%    |
|         | PMB     | Cristina Graeml  | 390 254 | 42,36%    |
| Totais  | Totais  | Totais           | 921 283 |           |

### Composição partidária da Câmara dos Vereadores
O grande vencedor partidário da eleição em Curitiba foi o Partido Social Democrático (PSD), com 6 vereadores. A Federação Brasil da Esperança viu sua bancada diminuir em um parlamentar. O Partido Socialismo e Liberdade (PSOL) conseguiu eleger sua primeira vereadora na cidade.
| Filiação | Filiação      | Vereadores  | Vereadores      | +/–     |
| Filiação | Filiação      | 2020        | Eleitos em 2024 | +/–     |
| -------- | ------------- | ----------- | --------------- | ------- |
|          | PSD           | 4           | 6               | 2       |
|          | MDB           | 1           | 2               | 1       |
|          | PP            | 2           | 3               | 1       |
|          | PODE          | 2           | 3               | 1       |
|          | PT            | 3           | 3               | Estável |
|          | PL            | 0           | 4               | 4       |
|          | PRD           | não existia | 1               | 1       |
|          | NOVO          | 2           | 3               | 1       |
|          | Republicanos  | 2           | 3               | 1       |
|          | UNIÃO         | não existia | 4               | 4       |
|          | PSOL          | 0           | 1               | 1       |
|          | AGIR          | 0           | 1               | 1       |
|          | Cidadania     | 1           | 0               | 1       |
|          | PV            | 1           | 0               | 1       |
|          | Solidariedade | 2           | 0               | 2       |
|          | PDT           | 3           | 2               | 1       |
|          | PSB           | 1           | 1               | Estável |
|          | DC            | 1           | 0               | 1       |
|          | PMB           | 1           | 1               | Estável |
|          | PROS          | 1           | partido extinto | 1       |
|          | PTB           | 1           | partido extinto | 1       |
|          | PSC           | 1           | partido extinto | 1       |
|          | Patriota      | 1           | partido extinto | 1       |
|          | PSL           | 3           | partido extinto | 3       |
|          | DEM           | 5           | partido extinto | 5       |
| Total    | Total         | 38          | 38              | 38      |

### Vereadores
Fontes: TSE e G1
Nota: O ícone  e os nomes destacados em verde indicam os que foram reeleitos.
|                                |              |        |       |
| Candidato                      | Partido      | Votos  | %     |
| Jasson Goulart                 | Republicanos | 21 684 | 2,41% |
| Guilherme Kilter               | NOVO         | 16 664 | 1,86% |
| Da Costa do Perdeu Piá         | UNIÃO        | 15 014 | 1,67% |
| Delegada Tathiana              | UNIÃO        | 12 515 | 1,39% |
| João Bettega                   | UNIÃO        | 12 346 | 1,37% |
| Bruno Secco                    | PMB          | 11 436 | 1,27% |
| Marcelo Fachinello             | PODE         | 10 812 | 1,20% |
| Serginho do Posto              | PSD          | 10 703 | 1,19% |
| Andressa Bianchessi            | UNIÃO        | 10 443 | 1,16% |
| Marcos Vieira                  | PDT          | 10 405 | 1,16% |
| Beto Moraes                    | PSD          | 10 142 | 1,13% |
| Tico Kuzma                     | PSD          | 10 042 | 1,12% |
| Leonidas Dias                  | PODE         | 9 835  | 1,09% |
| Nori Seto                      | PP           | 9 329  | 1,04% |
| Angelo Vanhoni                 | PT           | 9 176  | 1,02% |
| Indiara Barbosa                | NOVO         | 9 106  | 1,01% |
| Pier                           | PP           | 8 218  | 0,91% |
| Eder Borges                    | PL           | 8 011  | 0,89% |
| Meri Martins                   | Republicanos | 7 938  | 0,88% |
| Zezinho Sabará                 | PSD          | 7 740  | 0,86% |
| Olimpio - Mundo Polarizado     | PL           | 7 732  | 0,86% |
| Rafaela Lupion                 | PSD          | 7 259  | 0,81% |
| Professor Euler                | MDB          | 7 257  | 0,81% |
| Laís Leão                      | PDT          | 6 954  | 0,77% |
| Sidnei Toaldo                  | PRD          | 6 659  | 0,74% |
| Toninho da Farmácia            | PSD          | 6 627  | 0,74% |
| Carlise Kwiatkowski            | PL           | 6 384  | 0,71% |
| Professora Angela              | PSOL         | 6 294  | 0,70% |
| Fernando Klinger               | PL           | 6 288  | 0,70% |
| Hernani                        | Republicanos | 6 267  | 0,70% |
| Amália Tortato                 | NOVO         | 6 206  | 0,69% |
| Giorgia Prates - Mandata Preta | PT           | 6 070  | 0,67% |
| Renan Ceschin                  | PODE         | 5 826  | 0,65% |
| Tiago Zeglin                   | MDB          | 5 652  | 0,63% |
| Vanda de Assis                 | PT           | 5 006  | 0,56% |
| Lórens Nogueira                | PP           | 4 727  | 0,52% |
| Bruno Rossi                    | Agir         | 3 824  | 0,42% |
| Camilla Gonda                  | PSB          | 3 062  | 0,34% |

### Resultados por bairros
Esta é uma tabela com os resultados por bairros da Eleição Municipal de Curitiba. Os bairros Cascatinha, Centro Cívico, Hugo Lange, Lamenha Pequena, Riviera e São João não possuem colégios eleitorais, logo seus eleitores votam em outros bairros da cidade.
Primeiro Turno
| Bairros de Curitiba                 | Eduardo Pimentel (PSD) | Eduardo Pimentel (PSD) | Cristina Graeml (PMB) | Cristina Graeml (PMB) | Luciano Ducci (PSB) | Luciano Ducci (PSB) | Ney Leprevost (UB) | Ney Leprevost (UB) | Luizão Goulart (Solidariedade) | Luizão Goulart (Solidariedade) | Maria Victoria Barros (PP) | Maria Victoria Barros (PP) | Roberto Requião (MOBILIZA) | Roberto Requião (MOBILIZA) | Andrea Caldas (PSOL) | Andrea Caldas (PSOL) | Samuel de Mattos (PSTU) | Samuel de Mattos (PSTU) | Felipe Bombardelli (PCO) | Felipe Bombardelli (PCO) | Votos válidos | Votos válidos |           |
| Bairros de Curitiba                 | Votos                  | %                      | Votos                 | %                     | Votos               | %                   | Votos              | %                  | Votos                          | %                              | Votos                      | %                          | Votos                      | %                          | Votos                | %                    | Votos                   | %                       | Votos                    | %                        | Votos válidos | Votos válidos | Eleitores |
| ----------------------------------- | ---------------------- | ---------------------- | --------------------- | --------------------- | ------------------- | ------------------- | ------------------ | ------------------ | ------------------------------ | ------------------------------ | -------------------------- | -------------------------- | -------------------------- | -------------------------- | -------------------- | -------------------- | ----------------------- | ----------------------- | ------------------------ | ------------------------ | ------------- | ------------- | --------- |
| Bairros de Curitiba                 | Abranches              | 2646                   | 33,79%                | 2428                  | 31,01%              | 1661                | 21,21%             | 452                | 5,77%                          | 262                            | 3,35%                      | 133                        | 1,70%                      | 161                        | 2,06%                | 80                   | 1,02%                   | 3                       | 0,04%                    | 4                        | 0,05%         | 7830          |           |
| Água Verde                          | 8063                   | 28,01%                 | 11563                 | 40,16%                | 6061                | 21,05%              | 1402               | 4,87%              | 593                            | 2,06%                          | 364                        | 1,26%                      | 394                        | 1,37%                      | 325                  | 1,13%                | 20                      | 0,07%                   | 6                        | 0,02%                    | 28791         |               |           |
| Ahú                                 | 2485                   | 29,77%                 | 3090                  | 37,01%                | 1823                | 21,84%              | 382                | 4,58%              | 228                            | 2,73%                          | 96                         | 1,15%                      | 148                        | 1,77%                      | 86                   | 1,03%                | 7                       | 0,08%                   | 3                        | 0,04%                    | 8348          |               |           |
| Alto Boqueirão                      | 7974                   | 33,86%                 | 7380                  | 31,34%                | 4542                | 19,29%              | 1550               | 6,58%              | 874                            | 3,71%                          | 618                        | 2,62%                      | 407                        | 1,73%                      | 178                  | 0,76%                | 17                      | 0,07%                   | 7                        | 0,03%                    | 23547         |               |           |
| Alto da Glória                      | 1256                   | 28,43%                 | 1575                  | 35,65%                | 1065                | 24,11%              | 219                | 4,96%              | 112                            | 2,54%                          | 52                         | 1,18%                      | 78                         | 1,77%                      | 55                   | 1,24%                | 4                       | 0,09%                   | 2                        | 0,05%                    | 4418          |               |           |
| Alto da Rua XV                      | 1243                   | 25,25%                 | 1831                  | 37,19%                | 1335                | 27,12%              | 169                | 3,43%              | 137                            | 2,78%                          | 56                         | 1,14%                      | 80                         | 1,63%                      | 64                   | 1,30%                | 5                       | 0,10%                   | 3                        | 0,06%                    | 4923          |               |           |
| Atuba                               | 1678                   | 31,85%                 | 1491                  | 28,30%                | 957                 | 18,17%              | 277                | 5,26%              | 652                            | 12,38%                         | 85                         | 1,61%                      | 77                         | 1,46%                      | 48                   | 0,91%                | 1                       | 0,02%                   | 2                        | 0,04%                    | 5268          |               |           |
| Augusta                             | 656                    | 32,52%                 | 698                   | 34,61%                | 364                 | 18,05%              | 163                | 8,08%              | 47                             | 2,33%                          | 50                         | 2,48%                      | 21                         | 1,04%                      | 17                   | 0,84%                | 1                       | 0,05%                   | 0                        | 0,00%                    | 2017          |               |           |
| Bacacheri                           | 6108                   | 27,79%                 | 8389                  | 38,17%                | 4237                | 19,28%              | 967                | 4,40%              | 1403                           | 6,38%                          | 283                        | 1,29%                      | 329                        | 1,50%                      | 234                  | 1,06%                | 20                      | 0,09%                   | 6                        | 0,03%                    | 21976         |               |           |
| Bairro Alto                         | 6596                   | 28,73%                 | 6797                  | 29,60%                | 3899                | 16,98%              | 1026               | 4,47%              | 3794                           | 16,52%                         | 315                        | 1,37%                      | 318                        | 1,39%                      | 185                  | 0,81%                | 22                      | 0,10%                   | 8                        | 0,03%                    | 22960         |               |           |
| Barreirinha                         | 3533                   | 34,61%                 | 3009                  | 29,48%                | 2037                | 19,95%              | 743                | 7,28%              | 399                            | 3,91%                          | 205                        | 2,01%                      | 196                        | 1,92%                      | 79                   | 0,77%                | 6                       | 0,06%                   | 1                        | 0,01%                    | 10208         |               |           |
| Batel                               | 4359                   | 30,18%                 | 5779                  | 40,01%                | 2718                | 18,82%              | 871                | 6,03%              | 266                            | 1,84%                          | 162                        | 1,12%                      | 157                        | 1,09%                      | 121                  | 0,84%                | 8                       | 0,06%                   | 2                        | 0,01%                    | 14443         |               |           |
| Bigorrilho                          | 1555                   | 29,69%                 | 2231                  | 42,59%                | 934                 | 17,83%              | 299                | 5,71%              | 75                             | 1,43%                          | 48                         | 0,92%                      | 57                         | 1,09%                      | 33                   | 0,63%                | 6                       | 0,11%                   | 0                        | 0,00%                    | 5238          |               |           |
| Boa Vista                           | 4495                   | 29,29%                 | 5322                  | 34,68%                | 3223                | 21,00%              | 895                | 5,83%              | 662                            | 4,31%                          | 250                        | 1,63%                      | 295                        | 1,92%                      | 186                  | 1,21%                | 11                      | 0,07%                   | 6                        | 0,04%                    | 15345         |               |           |
| Bom Retiro                          | 2382                   | 30,79%                 | 2672                  | 34,54%                | 1658                | 21,43%              | 408                | 5,27%              | 227                            | 2,93%                          | 118                        | 1,53%                      | 149                        | 1,93%                      | 113                  | 1,46%                | 6                       | 0,08%                   | 4                        | 0,05%                    | 7737          |               |           |
| Boqueirão                           | 13452                  | 34,02%                 | 13323                 | 33,69%                | 7122                | 18,01%              | 2205               | 5,58%              | 1479                           | 3,74%                          | 931                        | 2,35%                      | 681                        | 1,72%                      | 306                  | 0,77%                | 28                      | 0,07%                   | 16                       | 0,04%                    | 39543         |               |           |
| Butiatuvinha                        | 1846                   | 31,67%                 | 1969                  | 33,79%                | 945                 | 16,21%              | 683                | 11,72%             | 126                            | 2,16%                          | 128                        | 2,20%                      | 85                         | 1,46%                      | 38                   | 0,65%                | 0                       | 0,00%                   | 8                        | 0,14%                    | 5828          |               |           |
| Cabral                              | 1788                   | 29,58%                 | 2124                  | 35,14%                | 1268                | 20,98%              | 276                | 4,57%              | 357                            | 5,91%                          | 62                         | 1,03%                      | 85                         | 1,41%                      | 77                   | 1,27%                | 2                       | 0,03%                   | 6                        | 0,10%                    | 6045          |               |           |
| Cachoeira                           | 832                    | 34,77%                 | 655                   | 27,37%                | 533                 | 22,27%              | 165                | 6,90%              | 95                             | 3,97%                          | 43                         | 1,80%                      | 45                         | 1,88%                      | 21                   | 0,88%                | 3                       | 0,13%                   | 1                        | 0,04%                    | 2393          |               |           |
| Cajuru                              | 14692                  | 33,94%                 | 11359                 | 26,24%                | 7375                | 17,03%              | 2482               | 5,73%              | 5344                           | 12,34%                         | 877                        | 2,03%                      | 865                        | 2,00%                      | 267                  | 0,62%                | 21                      | 0,05%                   | 12                       | 0,03%                    | 43294         |               |           |
| Campina do Siqueira                 | 234                    | 29,73%                 | 242                   | 30,75%                | 232                 | 29,48%              | 30                 | 3,81%              | 16                             | 2,03%                          | 13                         | 1,65%                      | 8                          | 1,02%                      | 12                   | 1,52%                | 0                       | 0,00%                   | 0                        | 0,00%                    | 787           |               |           |
| Campo Comprido                      | 2458                   | 32,11%                 | 2532                  | 33,08%                | 1352                | 17,66%              | 737                | 9,63%              | 191                            | 2,50%                          | 162                        | 2,12%                      | 147                        | 1,92%                      | 67                   | 0,88%                | 5                       | 0,07%                   | 4                        | 0,05%                    | 7655          |               |           |
| Campo de Santana                    | 5764                   | 45,07%                 | 2436                  | 19,05%                | 2388                | 18,67%              | 1049               | 8,20%              | 311                            | 2,43%                          | 495                        | 3,87%                      | 248                        | 1,94%                      | 87                   | 0,68%                | 7                       | 0,05%                   | 3                        | 0,02%                    | 12788         |               |           |
| Capão da Imbuia                     | 4380                   | 31,20%                 | 4132                  | 29,43%                | 2346                | 16,71%              | 711                | 5,06%              | 1829                           | 13,03%                         | 216                        | 1,54%                      | 271                        | 1,93%                      | 139                  | 0,99%                | 11                      | 0,08%                   | 5                        | 0,04%                    | 14040         |               |           |
| Capão Raso                          | 7120                   | 35,89%                 | 6429                  | 32,41%                | 3622                | 18,26%              | 1196               | 6,03%              | 508                            | 2,56%                          | 440                        | 2,22%                      | 341                        | 1,72%                      | 163                  | 0,82%                | 6                       | 0,03%                   | 11                       | 0,06%                    | 19836         |               |           |
| Caximba                             | 768                    | 46,49%                 | 324                   | 19,61%                | 259                 | 15,68%              | 168                | 10,17%             | 31                             | 1,88%                          | 57                         | 3,45%                      | 35                         | 2,12%                      | 8                    | 0,48%                | 1                       | 0,06%                   | 1                        | 0,06%                    | 1652          |               |           |
| Centro                              | 5222                   | 24,59%                 | 6586                  | 31,01%                | 6696                | 31,53%              | 882                | 4,15%              | 660                            | 3,11%                          | 252                        | 1,19%                      | 467                        | 2,20%                      | 418                  | 1,97%                | 31                      | 0,15%                   | 21                       | 0,10%                    | 21235         |               |           |
| Cidade Industrial de Curitiba (CIC) | 36416                  | 38,47%                 | 23862                 | 25,21%                | 17730               | 18,73%              | 7992               | 8,44%              | 2473                           | 2,61%                          | 3166                       | 3,34%                      | 2304                       | 2,43%                      | 641                  | 0,68%                | 39                      | 0,04%                   | 34                       | 0,04%                    | 94657         |               |           |
| Cristo Rei                          | 2818                   | 25,80%                 | 3990                  | 36,53%                | 2834                | 25,95%              | 369                | 3,38%              | 461                            | 4,22%                          | 106                        | 0,97%                      | 164                        | 1,50%                      | 169                  | 1,55%                | 8                       | 0,07%                   | 3                        | 0,03%                    | 10922         |               |           |
| Fazendinha                          | 4286                   | 35,34%                 | 3736                  | 30,80%                | 2269                | 18,71%              | 855                | 7,05%              | 355                            | 2,93%                          | 274                        | 2,26%                      | 253                        | 2,09%                      | 91                   | 0,75%                | 7                       | 0,06%                   | 2                        | 0,02%                    | 12128         |               |           |
| Ganchinho                           | 420                    | 31,79%                 | 444                   | 33,61%                | 259                 | 19,61%              | 80                 | 6,06%              | 55                             | 4,16%                          | 21                         | 1,59%                      | 17                         | 1,29%                      | 22                   | 1,67%                | 3                       | 0,23%                   | 0                        | 0,00%                    | 1321          |               |           |
| Guabirotuba                         | 1645                   | 30,03%                 | 2034                  | 37,14%                | 1050                | 19,17%              | 304                | 5,55%              | 190                            | 3,47%                          | 112                        | 2,04%                      | 99                         | 1,81%                      | 38                   | 0,69%                | 3                       | 0,05%                   | 2                        | 0,04%                    | 5477          |               |           |
| Guaíra                              | 2938                   | 34,47%                 | 2802                  | 32,88%                | 1656                | 19,43%              | 466                | 5,47%              | 253                            | 2,97%                          | 182                        | 2,14%                      | 148                        | 1,74%                      | 71                   | 0,83%                | 5                       | 0,06%                   | 2                        | 0,02%                    | 8523          |               |           |
| Hauer                               | 4148                   | 33,03%                 | 4329                  | 34,47%                | 2288                | 18,22%              | 731                | 5,82%              | 489                            | 3,89%                          | 263                        | 2,09%                      | 203                        | 1,62%                      | 99                   | 0,79%                | 5                       | 0,04%                   | 4                        | 0,03%                    | 12559         |               |           |
| Jardim Botânico                     | 863                    | 26,97%                 | 1115                  | 34,84%                | 758                 | 23,69%              | 152                | 4,75%              | 154                            | 4,81%                          | 55                         | 1,72%                      | 61                         | 1,91%                      | 37                   | 1,16%                | 4                       | 0,13%                   | 1                        | 0,03%                    | 3200          |               |           |
| Jardim das Américas                 | 2772                   | 27,42%                 | 3955                  | 39,12%                | 2168                | 21,44%              | 402                | 3,98%              | 430                            | 4,25%                          | 121                        | 1,20%                      | 135                        | 1,34%                      | 114                  | 1,13%                | 7                       | 0,07%                   | 6                        | 0,06%                    | 10110         |               |           |
| Jardim Social                       | 1370                   | 28,89%                 | 1888                  | 39,81%                | 882                 | 18,60%              | 193                | 4,07%              | 252                            | 5,31%                          | 57                         | 1,20%                      | 52                         | 1,10%                      | 42                   | 0,89%                | 3                       | 0,06%                   | 3                        | 0,06%                    | 4742          |               |           |
| Juvevê                              | 2992                   | 28,14%                 | 3959                  | 37,23%                | 2566                | 24,13%              | 464                | 4,36%              | 254                            | 2,39%                          | 123                        | 1,16%                      | 153                        | 1,44%                      | 111                  | 1,04%                | 7                       | 0,07%                   | 4                        | 0,04%                    | 10633         |               |           |
| Lindóia                             | 1692                   | 33,94%                 | 1642                  | 32,94%                | 894                 | 17,93%              | 323                | 6,48%              | 149                            | 2,99%                          | 137                        | 2,75%                      | 111                        | 2,23%                      | 32                   | 0,64%                | 0                       | 0,00%                   | 5                        | 0,10%                    | 4985          |               |           |
| Mercês                              | 3469                   | 29,30%                 | 4481                  | 37,85%                | 2502                | 21,13%              | 646                | 5,46%              | 231                            | 1,95%                          | 171                        | 1,44%                      | 225                        | 1,90%                      | 103                  | 0,87%                | 7                       | 0,06%                   | 5                        | 0,04%                    | 11840         |               |           |
| Mossunguê                           | 934                    | 31,79%                 | 1186                  | 40,37%                | 504                 | 17,15%              | 200                | 6,81%              | 43                             | 1,46%                          | 27                         | 0,92%                      | 27                         | 0,92%                      | 15                   | 0,51%                | 2                       | 0,07%                   | 0                        | 0,00%                    | 2938          |               |           |
| Novo Mundo                          | 7907                   | 33,72%                 | 7770                  | 33,14%                | 4441                | 18,94%              | 1414               | 6,03%              | 671                            | 2,86%                          | 556                        | 2,37%                      | 454                        | 1,94%                      | 220                  | 0,94%                | 7                       | 0,03%                   | 9                        | 0,04%                    | 23449         |               |           |
| Orleans                             | 526                    | 31,31%                 | 521                   | 31,01%                | 308                 | 18,33%              | 188                | 11,19%             | 49                             | 2,92%                          | 31                         | 1,85%                      | 38                         | 2,26%                      | 17                   | 1,01%                | 2                       | 0,12%                   | 0                        | 0,00%                    | 1680          |               |           |
| Parolin                             | 1179                   | 42,14%                 | 767                   | 27,41%                | 485                 | 17,33%              | 131                | 4,68%              | 79                             | 2,82%                          | 64                         | 2,29%                      | 80                         | 2,86%                      | 12                   | 0,43%                | 1                       | 0,04%                   | 0                        | 0,00%                    | 2798          |               |           |
| Pilarzinho                          | 3959                   | 34,04%                 | 3452                  | 29,68%                | 2432                | 20,91%              | 796                | 6,84%              | 393                            | 3,38%                          | 228                        | 1,96%                      | 238                        | 2,05%                      | 122                  | 1,05%                | 6                       | 0,05%                   | 5                        | 0,04%                    | 11631         |               |           |
| Pinheirinho                         | 11106                  | 39,33%                 | 7462                  | 26,43%                | 5304                | 18,79%              | 2122               | 7,52%              | 673                            | 2,38%                          | 775                        | 2,74%                      | 571                        | 2,02%                      | 191                  | 0,68%                | 18                      | 0,06%                   | 13                       | 0,05%                    | 28235         |               |           |
| Portão                              | 8038                   | 30,77%                 | 8903                  | 34,08%                | 5121                | 19,60%              | 2089               | 8,00%              | 626                            | 2,40%                          | 568                        | 2,17%                      | 498                        | 1,91%                      | 265                  | 1,01%                | 11                      | 0,04%                   | 7                        | 0,03%                    | 26126         |               |           |
| Prado Velho                         | 1267                   | 31,71%                 | 995                   | 24,91%                | 980                 | 24,53%              | 201                | 5,03%              | 265                            | 6,63%                          | 87                         | 2,18%                      | 160                        | 4,01%                      | 33                   | 0,83%                | 5                       | 0,13%                   | 2                        | 0,05%                    | 3995          |               |           |
| Rebouças                            | 2820                   | 27,80%                 | 3842                  | 37,87%                | 2337                | 23,04%              | 469                | 4,62%              | 244                            | 2,41%                          | 101                        | 1,00%                      | 185                        | 1,82%                      | 136                  | 1,34%                | 8                       | 0,08%                   | 3                        | 0,03%                    | 10145         |               |           |
| Santa Cândida                       | 5933                   | 33,30%                 | 5281                  | 29,64%                | 3155                | 17,71%              | 1013               | 5,69%              | 1633                           | 9,16%                          | 308                        | 1,73%                      | 321                        | 1,80%                      | 158                  | 0,89%                | 9                       | 0,05%                   | 7                        | 0,04%                    | 17818         |               |           |
| Santa Felicidade                    | 7166                   | 32,15%                 | 7258                  | 32,56%                | 4000                | 17,95%              | 2449               | 10,99%             | 467                            | 2,10%                          | 437                        | 1,96%                      | 317                        | 1,42%                      | 157                  | 0,70%                | 22                      | 0,10%                   | 15                       | 0,07%                    | 22288         |               |           |
| Santa Quitéria                      | 3554                   | 29,75%                 | 4000                  | 33,48%                | 2483                | 20,78%              | 963                | 8,06%              | 309                            | 2,59%                          | 265                        | 2,22%                      | 235                        | 1,97%                      | 128                  | 1,07%                | 8                       | 0,07%                   | 2                        | 0,02%                    | 11947         |               |           |
| Santo Inácio                        | 3086                   | 30,25%                 | 3727                  | 36,53%                | 1841                | 18,05%              | 859                | 8,42%              | 229                            | 2,24%                          | 198                        | 1,94%                      | 167                        | 1,64%                      | 87                   | 0,85%                | 5                       | 0,05%                   | 3                        | 0,03%                    | 10202         |               |           |
| São Braz                            | 2766                   | 30,57%                 | 2789                  | 30,82%                | 1439                | 15,90%              | 1283               | 14,18%             | 276                            | 3,05%                          | 270                        | 2,98%                      | 151                        | 1,67%                      | 66                   | 0,73%                | 4                       | 0,04%                   | 4                        | 0,04%                    | 9048          |               |           |
| São Francisco                       | 1161                   | 27,58%                 | 1380                  | 32,78%                | 1092                | 25,94%              | 230                | 5,46%              | 134                            | 3,18%                          | 50                         | 1,19%                      | 78                         | 1,85%                      | 72                   | 1,71%                | 9                       | 0,21%                   | 4                        | 0,10%                    | 4210          |               |           |
| São Lourenço                        | 1950                   | 31,87%                 | 2011                  | 32,86%                | 1300                | 21,25%              | 360                | 5,88%              | 212                            | 3,46%                          | 101                        | 1,65%                      | 114                        | 1,86%                      | 67                   | 1,09%                | 2                       | 0,03%                   | 2                        | 0,03%                    | 6119          |               |           |
| São Miguel                          | 93                     | 41,70%                 | 38                    | 17,04%                | 56                  | 25,11%              | 22                 | 9,87%              | 1                              | 0,45%                          | 9                          | 4,04%                      | 4                          | 1,79%                      | 0                    | 0,00%                | 0                       | 0,00%                   | 0                        | 0,00%                    | 223           |               |           |
| Seminário                           | 2535                   | 28,63%                 | 3569                  | 40,31%                | 1680                | 18,97%              | 596                | 6,73%              | 167                            | 1,89%                          | 98                         | 1,11%                      | 115                        | 1,30%                      | 87                   | 0,98%                | 5                       | 0,06%                   | 2                        | 0,02%                    | 8854          |               |           |
| Sítio Cercado                       | 21406                  | 39,83%                 | 13828                 | 25,73%                | 10073               | 18,74%              | 3967               | 7,38%              | 1410                           | 2,62%                          | 1663                       | 3,09%                      | 1016                       | 1,89%                      | 329                  | 0,61%                | 30                      | 0,06%                   | 17                       | 0,03%                    | 53739         |               |           |
| Taboão                              | 312                    | 31,26%                 | 313                   | 31,36%                | 258                 | 25,85%              | 56                 | 5,61%              | 23                             | 2,30%                          | 10                         | 1,00%                      | 15                         | 1,50%                      | 10                   | 1,00%                | 0                       | 0,00%                   | 1                        | 0,10%                    | 998           |               |           |
| Tarumã                              | 1239                   | 25,63%                 | 1704                  | 35,24%                | 966                 | 19,98%              | 195                | 4,03%              | 550                            | 11,38%                         | 55                         | 1,14%                      | 77                         | 1,59%                      | 47                   | 0,97%                | 2                       | 0,04%                   | 0                        | 0,00%                    | 4835          |               |           |
| Tatuquara                           | 10729                  | 45,21%                 | 4585                  | 19,32%                | 4454                | 18,77%              | 1889               | 7,96%              | 535                            | 2,25%                          | 868                        | 3,66%                      | 526                        | 2,22%                      | 131                  | 0,55%                | 14                      | 0,06%                   | 3                        | 0,01%                    | 23734         |               |           |
| Tingui                              | 1792                   | 30,40%                 | 2048                  | 34,74%                | 1045                | 17,73%              | 289                | 4,90%              | 470                            | 7,97%                          | 96                         | 1,63%                      | 91                         | 1,54%                      | 59                   | 1,00%                | 3                       | 0,05%                   | 2                        | 0,03%                    | 5895          |               |           |
| Uberaba                             | 11408                  | 33,07%                 | 9683                  | 28,07%                | 6147                | 17,82%              | 1951               | 5,66%              | 3671                           | 10,64%                         | 781                        | 2,26%                      | 607                        | 1,76%                      | 222                  | 0,64%                | 16                      | 0,05%                   | 10                       | 0,03%                    | 34496         |               |           |
| Umbará                              | 3371                   | 40,00%                 | 2312                  | 27,44%                | 1490                | 17,68%              | 561                | 6,66%              | 207                            | 2,46%                          | 300                        | 3,56%                      | 140                        | 1,66%                      | 43                   | 0,51%                | 0                       | 0,00%                   | 3                        | 0,04%                    | 8427          |               |           |
| Fanny                               | 2338                   | 33,36%                 | 2367                  | 33,78%                | 1314                | 18,75%              | 434                | 6,19%              | 222                            | 3,17%                          | 152                        | 2,17%                      | 124                        | 1,77%                      | 54                   | 0,77%                | 2                       | 0,03%                   | 1                        | 0,01%                    | 7008          |               |           |
| Vila Izabel                         | 1723                   | 27,88%                 | 2251                  | 36,43%                | 1434                | 23,21%              | 397                | 6,42%              | 126                            | 2,04%                          | 89                         | 1,44%                      | 97                         | 1,57%                      | 56                   | 0,91%                | 4                       | 0,06%                   | 2                        | 0,03%                    | 6179          |               |           |
| Vista Alegre                        | 1793                   | 30,95%                 | 1986                  | 34,28%                | 1296                | 22,37%              | 342                | 5,90%              | 158                            | 2,73%                          | 76                         | 1,31%                      | 102                        | 1,76%                      | 35                   | 0,60%                | 4                       | 0,07%                   | 1                        | 0,02%                    | 5793          |               |           |
| Xaxim                               | 11842                  | 35,76%                 | 10892                 | 32,89%                | 5827                | 17,60%              | 1825               | 5,51%              | 1004                           | 3,03%                          | 935                        | 2,82%                      | 537                        | 1,62%                      | 225                  | 0,68%                | 20                      | 0,06%                   | 10                       | 0,03%                    | 33117         |               |           |

Segundo Turno
| Bairros de Curitiba | Eduardo Pimentel (PSD) | Eduardo Pimentel (PSD) | Cristina Graeml (PMB) | Cristina Graeml (PMB) | Votos válidos | Votos válidos |           |
| Bairros de Curitiba | Votos                  | %                      | Votos                 | %                     | Votos válidos | Votos válidos | Eleitores |
| ------------------- | ---------------------- | ---------------------- | --------------------- | --------------------- | ------------- | ------------- | --------- |
| Bairros de Curitiba | ABRANCHES              | 4665                   | 60,85%                | 3001                  | 39,15%        | 7666          |           |
| AGUA VERDE          | 16117                  | 57,77%                 | 11781                 | 42,23%                | 27898         |               |           |
| AHU                 | 4816                   | 59,11%                 | 3332                  | 40,89%                | 8148          |               |           |
| ALTO BOQUEIRAO      | 12586                  | 54,11%                 | 10672                 | 45,89%                | 23258         |               |           |
| ALTO DA GLORIA      | 2588                   | 60,78%                 | 1670                  | 39,22%                | 4258          |               |           |
| ALTO DA RUA XV      | 2860                   | 59,60%                 | 1939                  | 40,40%                | 4799          |               |           |
| ATUBA               | 3016                   | 58,00%                 | 2184                  | 42,00%                | 5200          |               |           |
| AUGUSTA             | 1112                   | 56,68%                 | 850                   | 43,32%                | 1962          |               |           |
| BACACHERI           | 11714                  | 54,81%                 | 9659                  | 45,19%                | 21373         |               |           |
| BAIRRO ALTO         | 12444                  | 55,95%                 | 9798                  | 44,05%                | 22242         |               |           |
| BARREIRINHA         | 5920                   | 58,54%                 | 4193                  | 41,46%                | 10113         |               |           |
| BATEL               | 8399                   | 59,78%                 | 5650                  | 40,22%                | 14049         |               |           |
| BIGORRILHO          | 2897                   | 56,71%                 | 2211                  | 43,29%                | 5108          |               |           |
| BOA VISTA           | 8683                   | 57,60%                 | 6392                  | 42,40%                | 15075         |               |           |
| BOM RETIRO          | 4560                   | 59,94%                 | 3048                  | 40,06%                | 7608          |               |           |
| BOQUEIRAO           | 21123                  | 53,97%                 | 18016                 | 46,03%                | 39139         |               |           |
| BUTIATUVINHA        | 3156                   | 54,82%                 | 2601                  | 45,18%                | 5757          |               |           |
| CABRAL              | 3413                   | 58,60%                 | 2411                  | 41,40%                | 5824          |               |           |
| CACHOEIRA           | 1387                   | 59,40%                 | 948                   | 40,60%                | 2335          |               |           |
| CAJURU              | 23886                  | 56,06%                 | 18723                 | 43,94%                | 42609         |               |           |
| CAMPINA DO SIQUEIRA | 507                    | 65,17%                 | 271                   | 34,83%                | 778           |               |           |
| CAMPO COMPRIDO      | 4319                   | 56,90%                 | 3272                  | 43,10%                | 7591          |               |           |
| CAMPO DE SANTANA    | 8261                   | 64,39%                 | 4568                  | 35,61%                | 12829         |               |           |
| CAPAO DA IMBUIA     | 7738                   | 56,27%                 | 6014                  | 43,73%                | 13752         |               |           |
| CAPAO RASO          | 11224                  | 57,52%                 | 8290                  | 42,48%                | 19514         |               |           |
| CAXIMBA             | 1048                   | 62,79%                 | 621                   | 37,21%                | 1669          |               |           |
| CENTRO              | 12803                  | 63,20%                 | 7454                  | 36,80%                | 20257         |               |           |
| CIDADE INDUSTRIAL   | 56371                  | 59,70%                 | 38057                 | 40,30%                | 94428         |               |           |
| CRISTO REI          | 6390                   | 60,90%                 | 4103                  | 39,10%                | 10493         |               |           |
| FAZENDINHA          | 6860                   | 56,34%                 | 5317                  | 43,66%                | 12177         |               |           |
| GANCHINHO           | 739                    | 56,20%                 | 576                   | 43,80%                | 1315          |               |           |
| GUABIROTUBA         | 2855                   | 53,16%                 | 2516                  | 46,84%                | 5371          |               |           |
| GUAIRA              | 4899                   | 58,21%                 | 3517                  | 41,79%                | 8416          |               |           |
| HAUER               | 6681                   | 53,66%                 | 5769                  | 46,34%                | 12450         |               |           |
| JARDIM BOTANICO     | 1830                   | 58,49%                 | 1299                  | 41,51%                | 3129          |               |           |
| JARDIM DAS AMERICAS | 5387                   | 55,17%                 | 4378                  | 44,83%                | 9765          |               |           |
| JARDIM SOCIAL       | 2561                   | 55,23%                 | 2076                  | 44,77%                | 4637          |               |           |
| JUVEVE              | 6265                   | 60,97%                 | 4010                  | 39,03%                | 10275         |               |           |
| LINDOIA             | 2791                   | 56,73%                 | 2129                  | 43,27%                | 4920          |               |           |
| MERCES              | 6861                   | 59,55%                 | 4660                  | 40,45%                | 11521         |               |           |
| MOSSUNGUE           | 1711                   | 58,24%                 | 1227                  | 41,76%                | 2938          |               |           |
| NOVO MUNDO          | 13092                  | 56,57%                 | 10053                 | 43,43%                | 23145         |               |           |
| ORLEANS             | 950                    | 56,95%                 | 718                   | 43,05%                | 1668          |               |           |
| PAROLIN             | 1714                   | 62,71%                 | 1019                  | 37,29%                | 2733          |               |           |
| PILARZINHO          | 6805                   | 59,59%                 | 4614                  | 40,41%                | 11419         |               |           |
| PINHEIRINHO         | 16295                  | 57,79%                 | 11904                 | 42,21%                | 28199         |               |           |
| PORTÃO              | 14466                  | 56,58%                 | 11101                 | 43,42%                | 25567         |               |           |
| PRADO VELHO         | 2399                   | 62,15%                 | 1461                  | 37,85%                | 3860          |               |           |
| REBOUÇAS            | 5736                   | 58,75%                 | 4027                  | 41,25%                | 9763          |               |           |
| SANTA CANDIDA       | 9946                   | 56,91%                 | 7531                  | 43,09%                | 17477         |               |           |
| SANTA FELICIDADE    | 12388                  | 56,27%                 | 9629                  | 43,73%                | 22017         |               |           |
| SANTA QUITERIA      | 6687                   | 56,51%                 | 5147                  | 43,49%                | 11834         |               |           |
| SANTO INACIO        | 5573                   | 56,65%                 | 4265                  | 43,35%                | 9838          |               |           |
| SAO BRAZ            | 4928                   | 55,07%                 | 4021                  | 44,93%                | 8949          |               |           |
| SAO FRANCISCO       | 2410                   | 60,00%                 | 1607                  | 40,00%                | 4017          |               |           |
| SÃO LOURENÇO        | 3540                   | 57,95%                 | 2569                  | 42,05%                | 6109          |               |           |
| SAO MIGUEL          | 150                    | 64,10%                 | 84                    | 35,90%                | 234           |               |           |
| SEMINARIO           | 5060                   | 58,64%                 | 3569                  | 41,36%                | 8629          |               |           |
| SITIO CERCADO       | 31452                  | 58,10%                 | 22684                 | 41,90%                | 54136         |               |           |
| TABOÃO              | 587                    | 60,64%                 | 381                   | 39,36%                | 968           |               |           |
| TARUMA              | 2580                   | 55,50%                 | 2069                  | 44,50%                | 4649          |               |           |
| TATUQUARA           | 14954                  | 62,70%                 | 8895                  | 37,30%                | 23849         |               |           |
| TINGUI              | 3091                   | 53,91%                 | 2643                  | 46,09%                | 5734          |               |           |
| UBERABA             | 18711                  | 55,22%                 | 15173                 | 44,78%                | 33884         |               |           |
| UMBARA              | 5025                   | 58,77%                 | 3525                  | 41,23%                | 8550          |               |           |
| VILA FANNY          | 3968                   | 57,12%                 | 2979                  | 42,88%                | 6947          |               |           |
| VILA IZABEL         | 3528                   | 59,57%                 | 2394                  | 40,43%                | 5922          |               |           |
| VISTA ALEGRE        | 3312                   | 58,51%                 | 2349                  | 41,49%                | 5661          |               |           |
| XAXIM               | 18175                  | 55,43%                 | 14615                 | 44,57%                | 32790         |               |           |

## Acusações
A juíza Giani Maria Moreschi, da 175ª Zona Eleitoral de Curitiba, deu seguimento a um pedido de investigação contra o vice-prefeito Eduardo Pimentel (PSD), feito pela campanha da candidata Cristina Graeml (PMB). A acusação envolve suposta coação de servidores públicos para doarem à campanha de Pimentel, pedindo sua inelegibilidade e também a do prefeito Rafael Greca (PSD) e do superintendente de TI, Antonio Carlos Pires Rebello. Rebello teria forçado servidores a comprar ingressos de um evento partidário, resultando em sua exoneração. A Justiça Eleitoral deu prazo de cinco dias para os investigados se manifestarem. A coligação de Pimentel nega as acusações, alegando que o servidor agiu de acordo com o PSD Estadual, sem relação com sua campanha.
Jairo Filho, candidato a vice-prefeito na chapa de Cristina Graeml (PMB), enfrenta acusações de estelionato. Dois empresários paranaenses alegam que Jairo prometeu empréstimos falsos em nome da empresa Fomento Mais, que supostamente facilitaria crédito junto ao BNDES. As denúncias estão sendo investigadas pela Polícia Civil do Paraná. Além disso, Jairo responde a outros processos por golpes financeiros, incluindo um esquema de pirâmide financeira e quebra de contrato envolvendo a empresa Leilão Money.